# Pylône électrique
Pour les articles homonymes, voir Pylône.

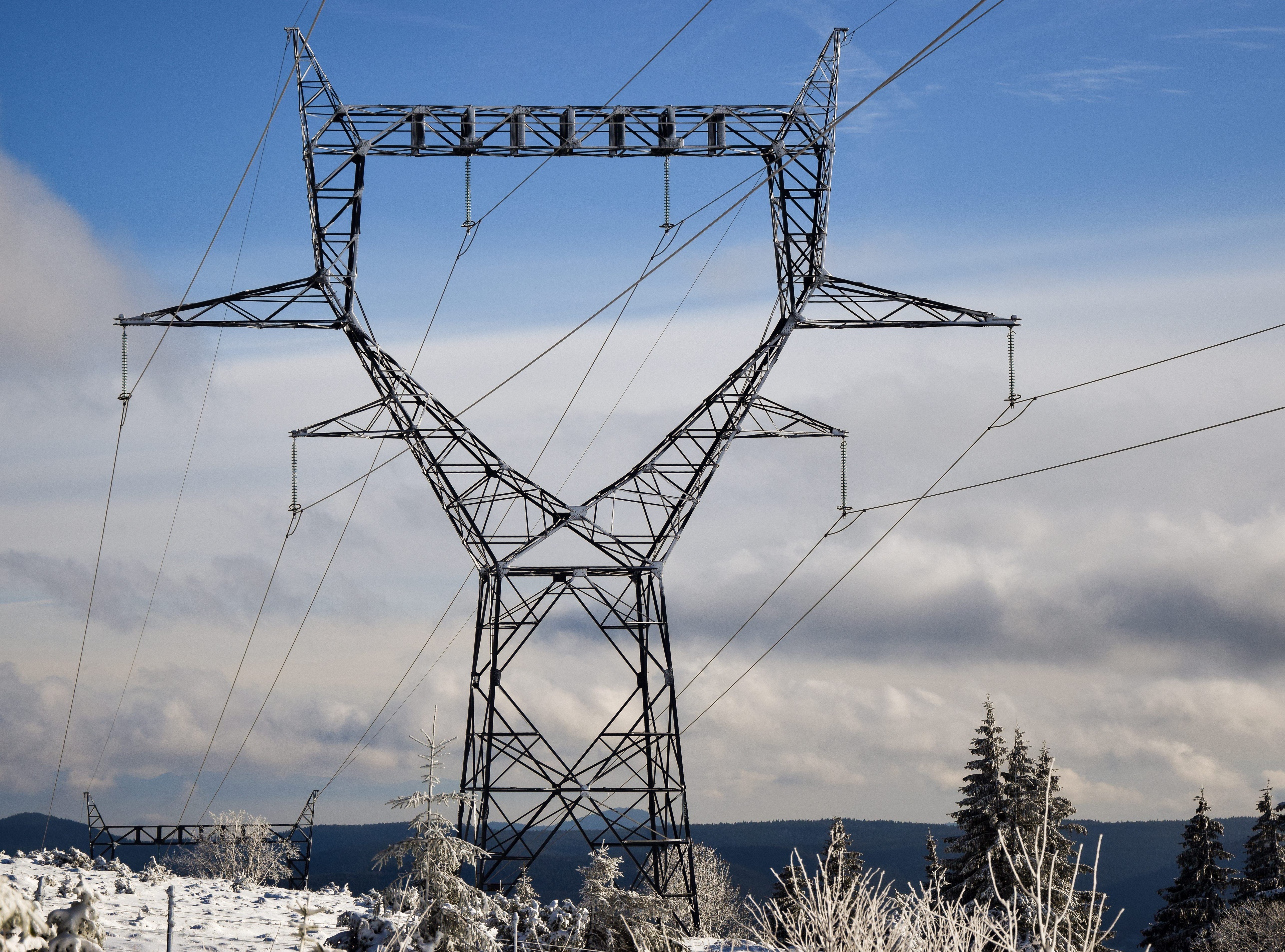
Un pylône électrique de type Chat du réseau de transport d'électricité en France.

Un pylône électrique est un support vertical portant les conducteurs d'une ligne à haute tension. Le plus souvent métallique, il est conçu pour supporter un ou plusieurs câbles aériens et résister aux aléas météorologiques et sismiques (foudre y compris), aux vibrations des câbles et/ou du pylône, et ses fondations (fichées ou en dalle) sont adaptées au type de substrat (des sols rocheux à pulvérulents en passant par les substrats argileux éventuellement vulnérable au phénomène de retrait-gonflement des argiles).

## Histoire
Dans le premier tiers du XXe siècle, alors que l'électrification des campagnes se développe, il devient nécessaire de créer des réseaux électriques de grande ampleur, qui pourraient être en courant continu ou alternatif, et de haute ou très haute tension, qui font l'objet de groupes de travail et de Conférence internationale des grands réseaux électriques (Cigré), avec une Conférence Internationale des Grands Réseaux Électriques à Haute Tension (1937). De tels réseaux peuvent être enterrés (pour le courant continu) ou doivent être aériens pour le courant alternatif de très haute tension.

## Types
Le design des pylônes et des réseaux de pylônes intègre des questions de coûts (moindre quantité de matériaux et mise en œuvre et entretien facilités pour diminuer les coûts), des aspects techniques (solidité, moindre prise au vent...), mais aussi de sécurité (limitation des risques de fuite d'électricité et de brûlure électrique), esthétiques et d'intégration paysagère et écopaysagère. Depuis la diffusion de courant à très haute tension sur de grandes distances, dans les années 1950, les pylônes sont devenus de plus en plus grands et ont nécessité des fondations plus profondes et solides.

### Pylône Equilibre

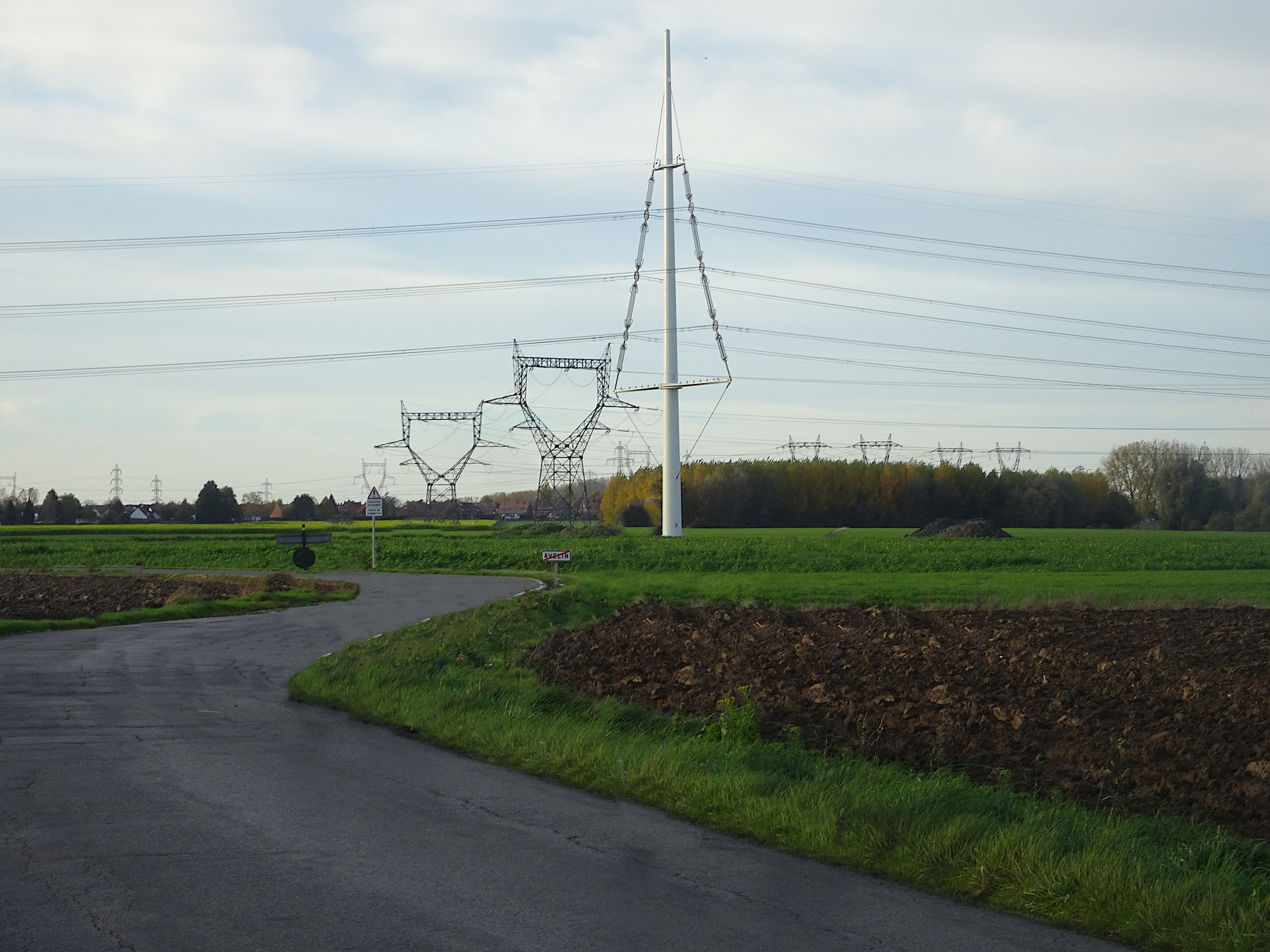
La ligne du courant à très haute tension de Avelin à Tourmignies.- Hauts-de-France

Baptisé Equilibre, dessiné par l'agence Hugh Dutton Associés ce pylone a été conçu en 2021, pour le transport d’électricité à très haute Tension. Il constitue la première ligne acheminant l'énergie verte essentiellement éolienne produite par les pays du Nord de l'Europe à travers la France CAUE du Nord.

### Pylône en treillis
C'est un pylône métallique, constitué par un assemblage de membrures et cornières (notamment utilisées comme contreventement) formant un treillis (ou de tubes).
Il est destiné à la plupart des lignes de transport de l'électricité, sous forme de courant alternatif ou de courant continu.
Les modèles les plus utilisés ont un fût quadrangulaire constitué de consoles ou de traverses. Les fondations sont généralement à pieds séparés. Il faut distinguer les pylônes de forme phallique, typiques du Canada, et ceux de forme trapézoïdale (parfois dits tétrapodes).

#### Pylône à triangles
Les pylônes possédant 3 triangles (1 circuit triphasé) sont également appelés pylônes à armement Triangle.
Les pylônes possédant 6 triangles (2 circuits triphasés) sont également appelés pylônes à armement Drapeau.

#### Pylône Nappe
- Le pylône Nappe a la particularité d'avoir les conducteurs situés sur le même plan horizontal, dans le but de limiter la hauteur du pylône par rapport aux pylônes à triangles.

#### Pylône Chat

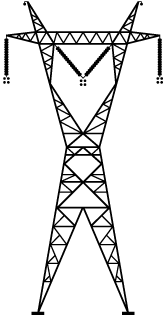
Schéma du Pylône électrique Mae West.

- Le pylône Chat a une hauteur moyenne de 35 mètres et un poids moyen de 6 tonnes en 225 kV.

L’objectif principal du pylône Chat par rapport au pylône Nappe est de surélever le câble du milieu pour des raisons électriques.

#### Pylône F44 ou Beaubourg

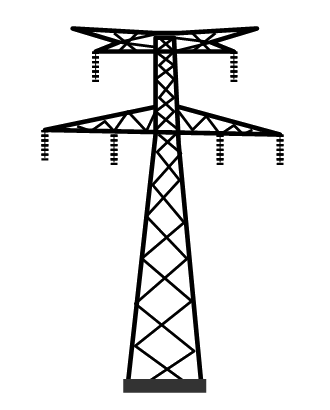
Schématisation du pylône électrique de type Beaubourg.

- Le pylône « Beaubourg » mesure 41 mètres et fait 20 tonnes en 225 kV.
- Le pylône « Beaubourg » mesure 50 mètres et fait 45 tonnes en 400 kV.

Le pylône français « Beaubourg », également appelé pylône à armement « Danube », est le résultat d'une recherche technique et de design industriel de cinq ans et d'une consultation nationale menée par EDF. Il porte le nom du Centre national d'art et de culture Georges-Pompidou, dit Beaubourg où le jury l'a retenu en 1977 parmi une quinzaine de projets. Depuis, à chaque nouvelle ligne (ou modernisation de ligne), il s'inscrit dans le paysage.

#### Pylône Trianon

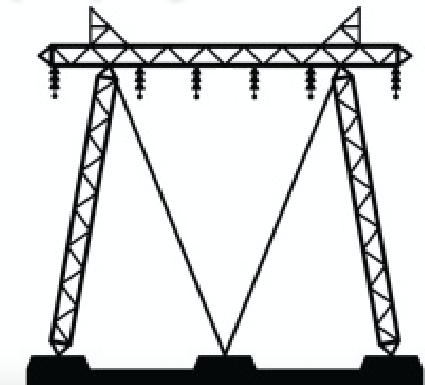
Schéma du Pylône électrique Trianon.

- Schéma du Pylône électrique Trianon.Le pylône Trianon mesure 25 mètres et fait 12 tonnes en 225 kV.
- Le pylône Trianon mesure 35 mètres et fait 21 tonnes en 400 kV.

Le pylône Trianon, de géométrie très simple, a été largement employé à la demande des services chargés de la protection des sites ou de zones sensibles. Pour améliorer l'absorption dans les paysages, une série de pylônes tubulaires surbaissés est mise au point à partir du début des années 1960. C'est une famille de supports en forme de chevalet en tubes d'acier haubanés, offrant une silhouette très aérée se fondant dans le paysage. On en trouve souvent près des aéroports et autres zones aéronautiques.

#### Pylône Rhodon
Les pylônes Rhodon ont été conçus de la même façon que les pylônes Trianon. Ces pylônes peuvent accueillir jusqu’à quatre circuits (ternes) 400 kV ou six circuits 225 kV.

### Pylône monopode

#### Pylône Muguet
- Le pylône Muguet mesure 42 mètres et fait 15 tonnes en 225 kV.
- Le pylône Muguet mesure 54 mètres et fait 33 tonnes en 400 kV.

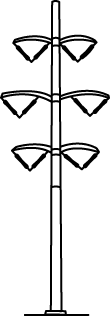
Schéma du Pylône électrique Muguet.

À partir de 1970, des recherches sont menées avec des designers pour rechercher des formes nouvelles s'intégrant mieux dans les paysages. Dès 1970, les premiers monopodes Muguet, en tôle pliée et soudée, sont construits en France à partir d'un modèle répandu aux États-Unis. C'est un pylône d'une structure épurée.
Après cinq ans d'études, d'essais et quelques installations ponctuelles, en 1977 ils sont utilisés sur une ligne de 225 kV et en 1983 sur une ligne de 400 kV.

#### Pylône Fougère
Deux pylônes de ce type ont été installés dans le sud de la France (Vaucluse / Gard) en 2003 pour une ligne 400 kV 2 circuits.

#### Pylône Roseau
Des pylônes de ce type ont été installés dans le nord de la France (Somme) en 2002 pour une ligne 400 kV 2 circuits.

#### Pylône Équilibre
Des pylônes de ce type commencent à être installés en 2020 dans le nord de la France pour une ligne 400 kV 2 circuits.

### Pylône haubané

#### Pylône haubané en V

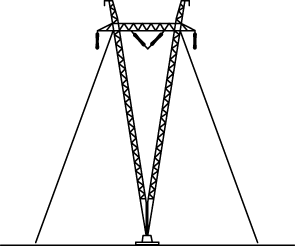
Schéma du Pylône électrique haubané en V.

Le pylône en V haubané est un pylône métallique en treillis. À la différence du pylône traditionnel, son fût forme un V fermé par la console. Il est fixé au sol par sa base et par quatre haubans en acier d'un diamètre de 12,7 mm tendus à un angle de 35°. Il a l'avantage d'être beaucoup plus léger que le pylône en treillis traditionnel — un pylône en V pèse 11,8 t plutôt que 21 pour celui en treillis — et permet d'allonger les portées à 460 m en moyenne.
Les premiers pylônes haubanés en V font leur apparition au début des années 1970 sur le tronçon labradorien des trois lignes à 735 kV qui relient la centrale de Churchill Falls au réseau d'Hydro-Québec TransÉnergie. Associé de l'étude de génie-conseil Rousseau, Sauvé, Warren et responsable technique en transport pour la Churchill Falls (Labrador) Corporation Limited (CFLCo), l'ingénieur québécois Gilles G. Sauvé choisit ce pylône, «parfaitement bien adapté au sol rocheux du bouclier canadien», pour les lignes qui partent du poste de la centrale en direction du «point X»,, où les lignes de Terre-Neuve rejoignent celles du Québec.
Après quelques hésitations, Hydro-Québec adoptera le pylône haubané en V à compter de 1973 pour les deux premières lignes du Réseau de transport de la Baie James (RTBJ), construites par Hydro-Québec dans le cadre du projet de la Baie-James. Après l'introduction du pylône haubané à chaînette, il sera utilisé sur certains tronçons des lignes suivantes, compte tenu de sa résistance supérieure à 45 mm de glace. Il est aujourd'hui utilisé pour les paliers de tension allant de 230 à 735 kV, surtout pour les lignes du RTBJ et du complexe Manic-Outardes.

#### Pylône haubané à chainette

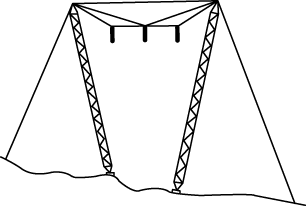
Schéma du pylône électrique à chainette.

Facile à monter et de fabrication simple, le pylône à chaînette est utilisé sur certaines sections des lignes. Il supporte des conducteurs à 735 000 volts. Ce type de pylône nécessite moins d'acier galvanisé que le pylône haubané en V ; il est donc comparativement moins lourd et moins cher.

### Matériaux alternatifs
Certaines lignes électriques utilisent des matériaux de construction alternatifs comme le béton ou le bois.

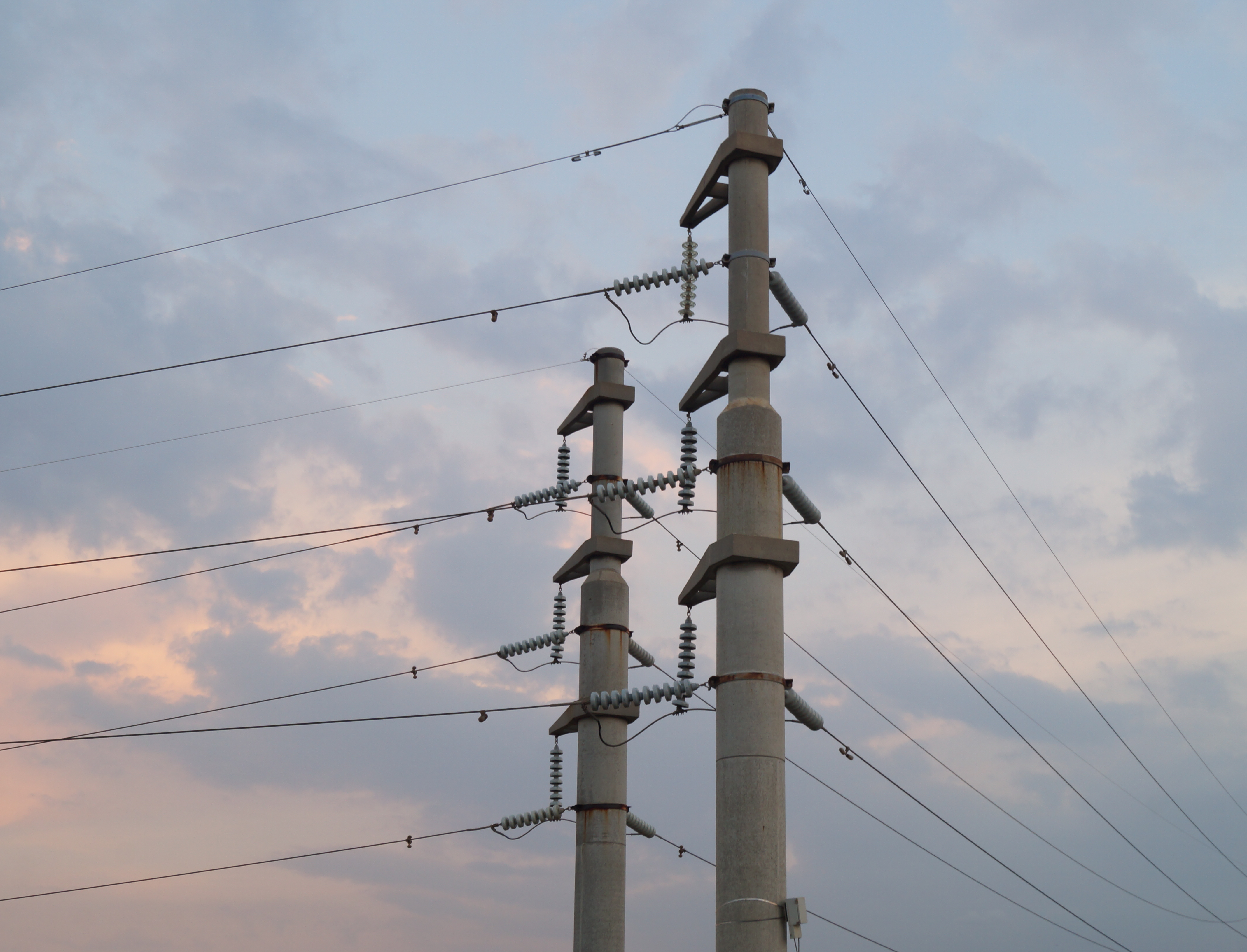
Pylône de béton

## Fondations des pylônes
Il existe trois types de fondations, qui varient en fonction du sol et du poids du pylône considéré. Il faut également considérer le risque de basculement du pylône :
- fondation semelle,
- fondation semi-profonde,
- fondation profonde

## Risques associés

### Risque de chute et d'électrisation
Les pylônes sont généralement accessibles au public, en ville ou dans la campagne. Il faut rappeler que leur accès et leur ascension sont interdits aux personnes non habilitées, pour des raisons évidentes de sécurité : risque de chute et d'électrisation (les câbles sont en métal nu, non recouverts d'isolant).

### Risques liées aux surtensions
De plus, en cas de courts-circuits (dus à la foudre principalement, mais aussi au vent fort, à la végétation non élaguée, à la pollution industrielle ou saline, parfois aux grands oiseaux tels que cigogne ou grues) tout un périmètre (dimension très variable) autour du pylône est soumis temporairement à une forte surtension, pouvant atteindre plusieurs milliers de volts. 
Ces surtensions entraînent des risques pour les biens et les personnes situées dans cette zone :
- détérioration des équipements électriques et électroménagers domestiques ;
- électrisation des hommes et des animaux accidentellement trop proche d'un câble sous tension : il est ainsi fortement déconseillé de construire des piscines à proximité d'un pylône ;
- explosion des canalisations et cuves d'hydrocarbures et de gaz.

Ces cas sont généralement détectés dès la construction, soit de la ligne électrique, soit lors de l'instruction du permis de construire des bâtiments tiers, lorsqu'elle est faite correctement. Le risque est alors supprimé en mettant une distance suffisante entre les deux ouvrages.

#### Effets de la foudre
Un pylône foudroyé subit une onde de foudre qui a des impacts directs et indirects (couplage électromagnétique), affectant tous les conducteurs placés dans la zone perturbée, dont en premier lieu le pylône lui-même et ses lignes aériennes (réseau électrique) qui vont tous deux « exporter la perturbation » avec parfois « de   très   lourds   dégâts   matériels   suivi   d'interruption   de   la   fourniture d'énergie ». Les effets (que l'on a cherché à modéliser) dépendent de la taille et structure du pylône, et notamment de ses « bras » et de sa mise à la terre, mais aussi de facteurs tels que l'inductance, la résistance électrique et la capacité de la ligne, voire du type de sol (plus ou moins conducteur).

## Suivi et entretien
Les pylônes sont régulièrement inspectés et entretenus (éventuel décapage, réparations et peinture antirouille)

## Autres informations

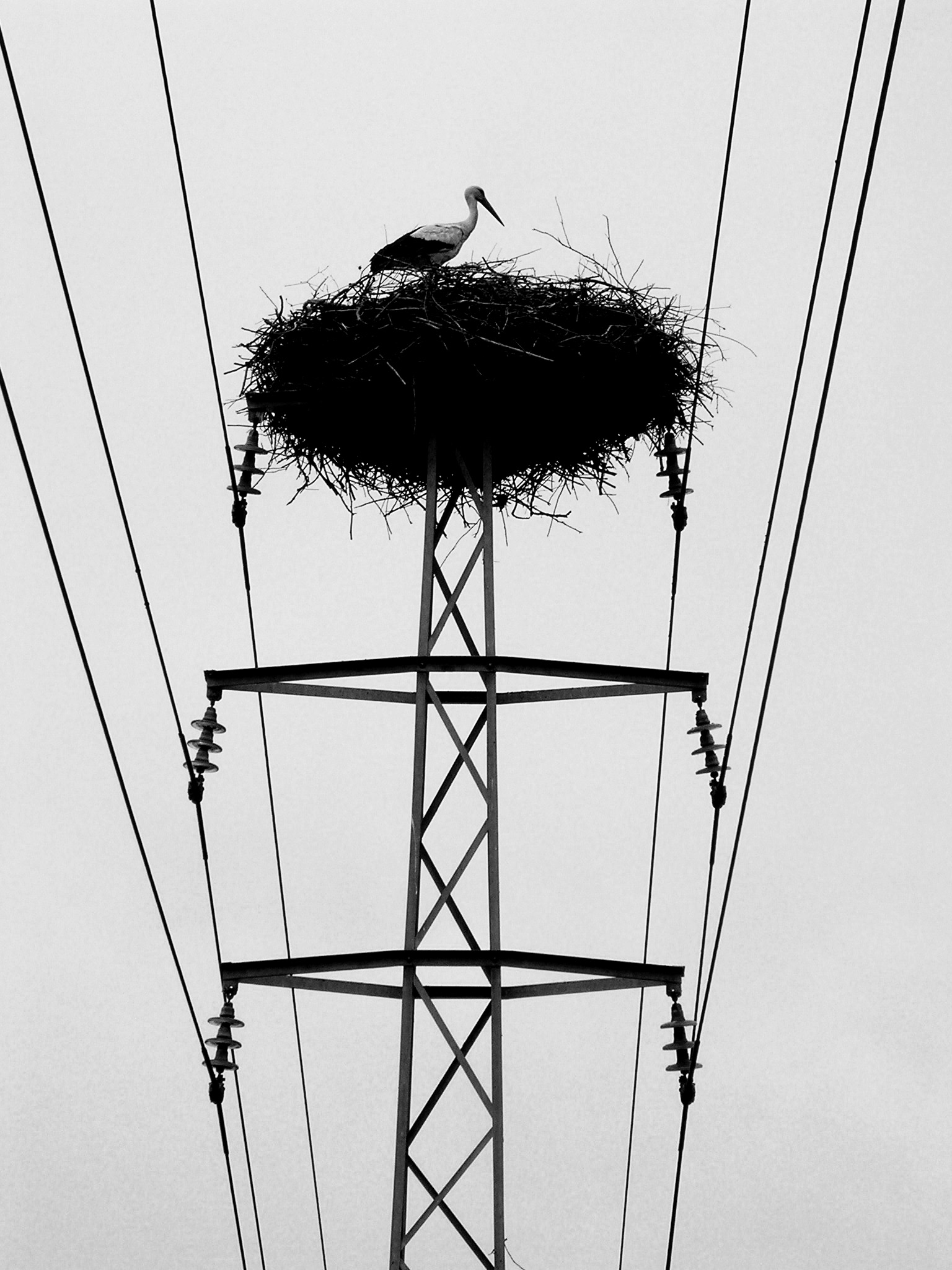
Nid de cigogne installé sur une position sécuritaire à Cadix en Andalousie.

Dans certaines régions de France où ils sont moins rares, par exemple dans le marais de Brouage, en Charente-Maritime, certains grands oiseaux installent des nids dans les pylônes,.
Au Québec, lors du verglas massif de 1998, c'est l'accumulation de glace sur les lignes électriques et les pylônes qui les a fait céder à cause du poids. La panne qui s'ensuivit fut d'autant plus longue qu'il fallut reconstruire une bonne partie des lignes haute tension (pylônes de métal) et basse tension (pylônes en bois).

## Pylônes remarquables

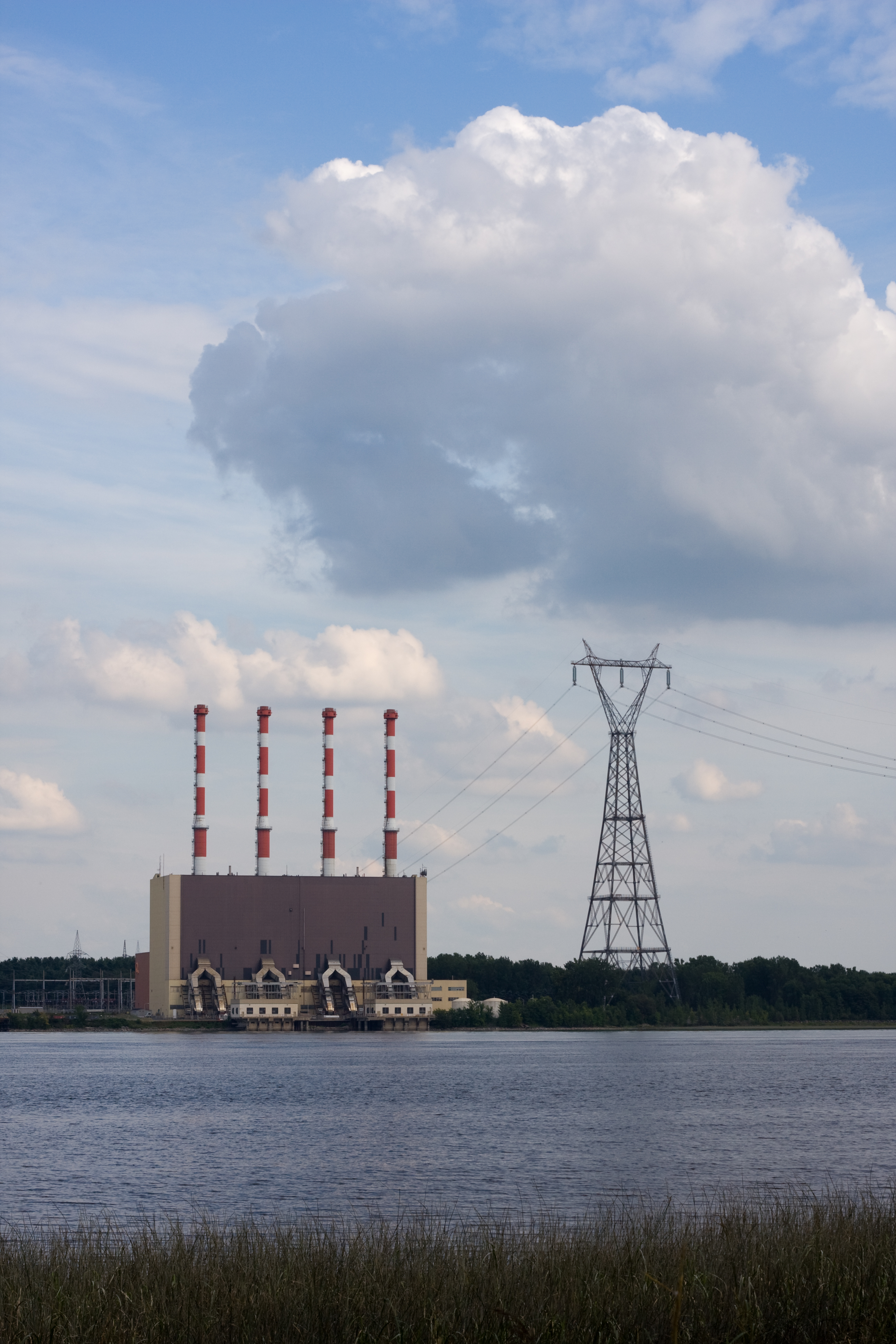
La centrale thermique de Tracy, au Québec et son pylône de 174.6 mètres.

### Pylônes électriques les plus hauts
- Monde
  - Pylône près de Jiangyin (Chine), Yangtze River Crossing, 346 mètres (plus haut que la tour Eiffel)
- Europe
  - Pylônes pour la ligne haute tension sur le détroit de Messine, entre l'Italie continentale et la Sicile (pylônes de Messine), 232 mètres
  - Pylônes d'une ligne 380 kV sur l'Elbe près de Stade (Allemagne) Elbe Crossing 2, 227 mètres
- Canada
  - Pylône d'Hydro-Québec à 735 kV à Sorel-Tracy 174,6 mètres[20]
- France
  - Près de Bordeaux traversant la Garonne, 118 mètres
  - Près de Nantes traversant la Loire, 116 mètres
- Belgique
  - À Tamise deux pylônes treillis de 127 mètres pour faire traverser l'Escaut à une ligne de 380 kV (Spie Batignolles 1970-71).
- Vietnam
  - Pas très loin de Lieu Dê

### Autres pylônes

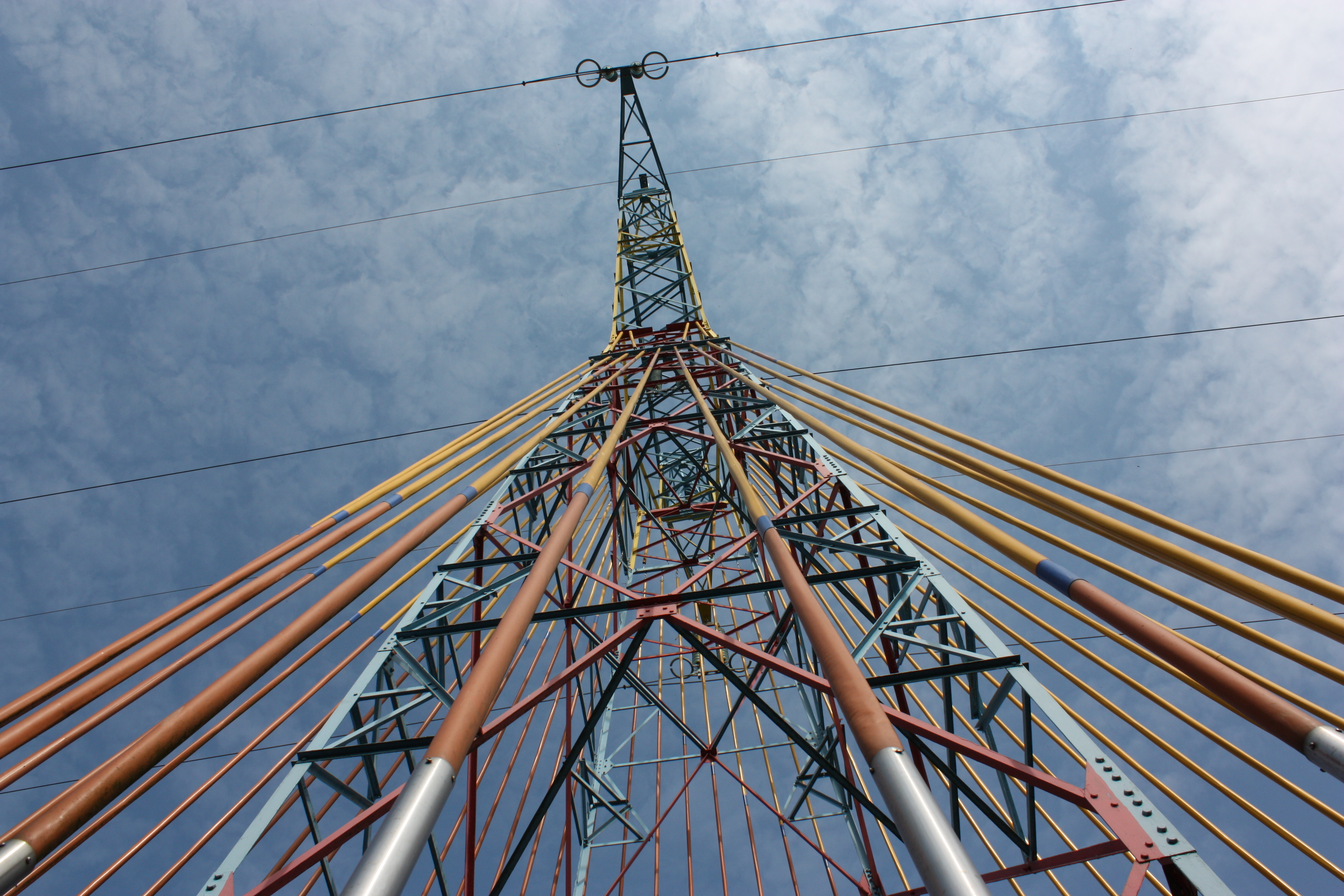
Œuvre d'Elena Paroucheva

- Pylônes de la ligne Amnéville – Montois, Lorraine, France : Pylônes transformés en œuvre d'art en 2004 par l'artiste Elena Paroucheva[21].
- Pylônes de Cadiz pour la ligne haute tension de la baie de Cadix en Espagne.

| Pylône                                         | Année de construction | Pays        | Lieu                          | Hauteur           | Hauteur                                                                   | Commentaire |
| ---------------------------------------------- | --------------------- | ----------- | ----------------------------- | ----------------- | ------------------------------------------------------------------------- | ----------- |
| Yangtze River Crossing                         | 2003                  | Chine       | Jiangyin                      | 346,5 m           | Pylônes les plus hauts du monde                                           |             |
| Yangtze River Crossing Nanjing                 | 1992                  | Chine       | Nanjing                       | 257 m             | Pylônes en béton les plus hauts                                           |             |
| Pylons of Pearl River Crossing                 | 1987                  | Chine       |                               | 253 m + 240 m     | 830 ft + 787 ft                                                           |             |
| Orinoco River Crossing                         | ?                     | Venezuela   | ?                             | 240 m             | Pylônes les plus hauts en Amérique de Sud                                 |             |
| Yangtze River Crossing Wuhu                    | 2003                  | Chine       | ?                             | 229 m             | Pylônes les plus hauts pour HVDC-transmission                             |             |
| Elbe Crossing 2                                | 1976-1978             | Allemagne   | Stade                         | 227 m             | Pylônes les plus hauts en Allemagne                                       |             |
| Chusi-Crossing                                 | ?                     | Japon       | Takehara                      | 226 m             | Pylônes les plus hauts au Japon                                           |             |
| Daqi-Channel-Crossing                          | 1997                  | Japon       | ?                             | 223 m             |                                                                           |             |
| Overhead line crossing Suez Canal              | 1998                  | Égypte      |                               | 221 m             |                                                                           |             |
| Pylône du bol d'air                            | 1989                  | Belgique    | Ougrée                        | 220 m             | construction tubulaire                                                    |             |
| LingBei-Channel-Crossing                       | 1993                  | Japon       | ?                             | 214,5 m           |                                                                           |             |
| Kerinchi Pylon                                 | 1999                  | Malaisie    | Kerinchi près de Kuala Lumpur | 210 m             | Pylônes les plus hauts en Asie de Sud                                     |             |
| Luohe-Crossing                                 | 1989                  | Chine       | ?                             | 202,5 m           |                                                                           |             |
| Pylônes de Messine                             | 1957                  | Italie      | Messine                       | 200 m             | Ne sont plus utilisés                                                     |             |
| 380kV Thames Crossing                          | ?                     | Royaume-Uni | West Thurrock                 | 190 m             |                                                                           |             |
| Elbe Crossing 1                                | 1958-1962             | Allemagne   | Stade                         | 189 m             |                                                                           |             |
| Hydro-Québec                                   | 1998                  | Canada      | Sorel-Tracy                   | 174,6 m           | Le Plus haut pylône en Amérique du Nord.                                  |             |
| Bosporus overhead line crossing III            | 1999                  | Turquie     | Istanbul                      | 160 m             |                                                                           |             |
| Pylônes de Cadix                               | 1955                  | Espagne     | Cadix                         | 158 m             |                                                                           |             |
| Karmsundet Powerline Crossing                  | ?                     | Norvège     | Karmsundet                    | 143,5 m           |                                                                           |             |
| Limfjorden Overhead powerline crossing 2       | ?                     | Danemark    | Raerup                        | 141,7 m           |                                                                           |             |
| Pylônes de Voerde                              | 1926                  | Allemagne   | Voerde                        | 138 m             |                                                                           |             |
| Köhlbrand Powerline Crossing                   | ?                     | Allemagne   | Hambourg                      | 138 m             |                                                                           |             |
| Bremen-Farge Weser Powerline Crossing          | ?                     | Allemagne   | Brême                         | 135 m             |                                                                           |             |
| Pylons of Ghesm Crossing                       | 1984                  | Iran        | Strait of Ghesm               | 130 m             | Un pylône est soutenu par un caisson dans la mer                          |             |
| Tour Choukhov sur l'Oka                        | 1929                  | Russie      | Dzerjinsk                     | 128 m             | Structure hyperboloïde                                                    |             |
| Bosporus overhead line crossing I              | 1957                  | Turquie     | Istanbul                      | ?                 |                                                                           |             |
| Bosporus overhead line crossing II             | 1983                  | Turquie     | Istanbul                      | ?                 |                                                                           |             |
| Little Belt Overhead powerline crossing 2      | ?                     | Danemark    | Middelfart                    | 125,3 m + 119,2 m |                                                                           |             |
| Duisburg-Wanheim Powerline Rhine Crossing      | ?                     | Allemagne   | Duisbourg                     | 122 m             |                                                                           |             |
| Little Belt Overhead powerline crossing 1      | ?                     | Danemark    | Middelfart                    | 119,5 m + 113,1 m |                                                                           |             |
| Pylons of Duisburg-Rheinhausen                 | 1926                  | Allemagne   | Duisburg-Rheinhausen          | 118,8 m           |                                                                           |             |
| Bremen-Industriehafen Weser Powerline Crossing | ?                     | Allemagne   | Brême                         | 111 m             | deux lignes parallèles                                                    |             |
| Orsoy Rhine Crossing                           | ?                     | Allemagne   | Orsoy                         | 105 m             |                                                                           |             |
| Limfjorden Overhead powerline crossing 1       | ?                     | Danemark    | Raerup                        | 101,2 m           |                                                                           |             |
| 380kV-Ems-Overhead Powerline Crossing          | ?                     | Allemagne   | au sud de Weener              | 84 m              |                                                                           |             |
| Pylon in the artificial lake of Santa Maria    | 1959                  | Suisse      | Lake of Santa Maria           | 75 m              | Le pylône d'ancrage est dans un lac artificiel                            |             |
| Installation 4101, Pylône 93                   | 1975                  | Allemagne   | Brühl                         | 74.84 m           | jusqu'en 2010 une plateforme d'observation pour le public était installée |             |
| Eyachtal Span                                  | 1992                  | Allemagne   | Höfen                         | 70 m              | La plus longue portée entre deux pylônes en Allemagne (1 444 mètres)      |             |
| Anlage 2610, Mast 69                           | ?                     | Allemagne   | Bochum                        | 47 m              | Pylon of 220 kV-powerline décoré avec des ballons dans le Ruhr-Park mall. |             |
| Colossus of Eislingen                          | 1980                  | Allemagne   | Eislingen/Fils                | 47 m              | Le pylône est soutenu au-dessus d'une petite rivière                      |             |
| Mezerolles - Villejust                         | ?                     | France      | 91                            | 103               |                                                                           |             |

## Recherches pour nouveaux pylônes
En 2010, le bureau américain d'architectes Choi + Shine Architects a reçu le prix de la Société des Architectes de Boston pour The Land of Giants. Une recherche pour un nouveau design de pylônes dans le cadre du concours islandais de nouveaux pylônes HT.

## Galerie photos

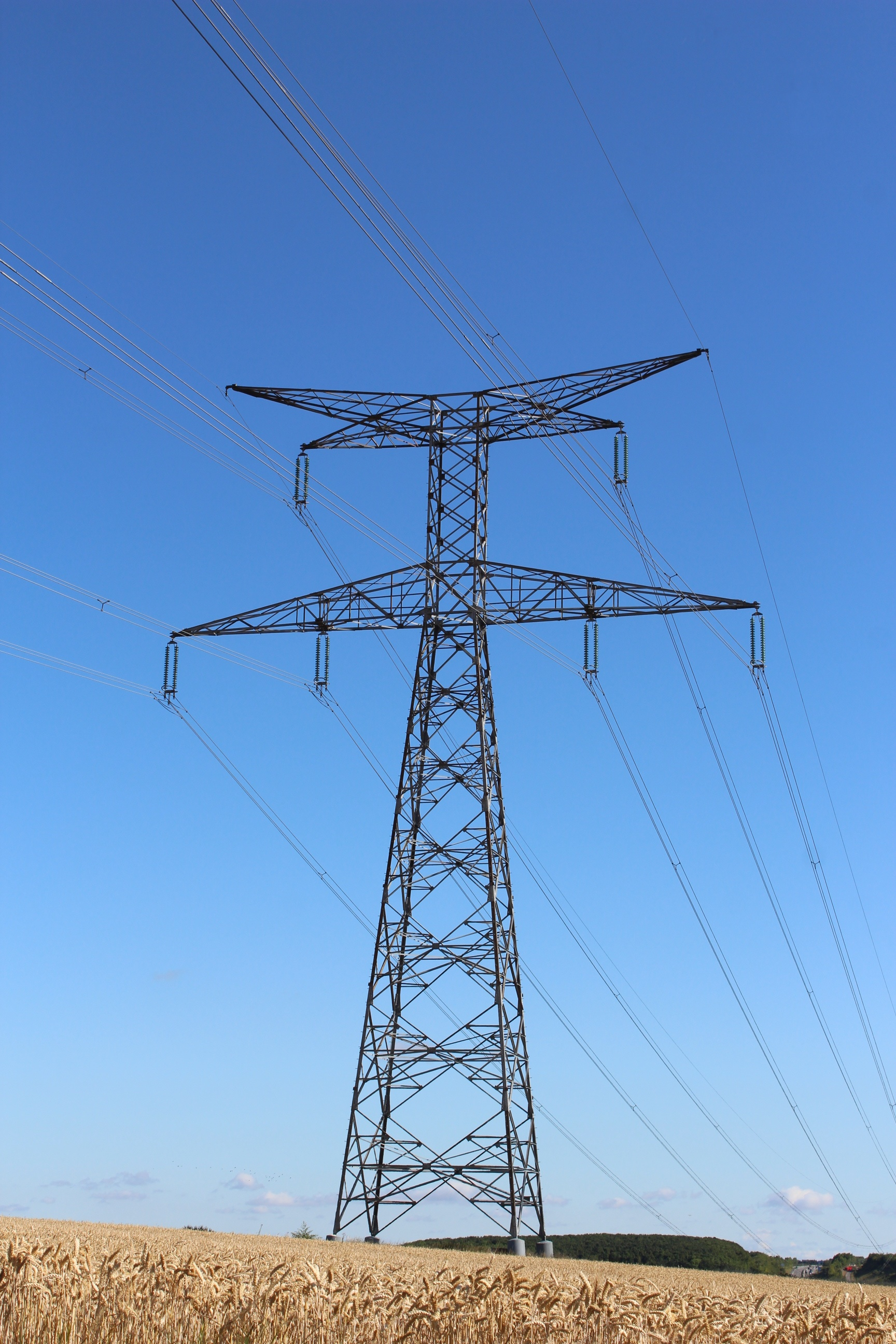
Pylône de type Beaubourg F44 400 kV 2 ternes.
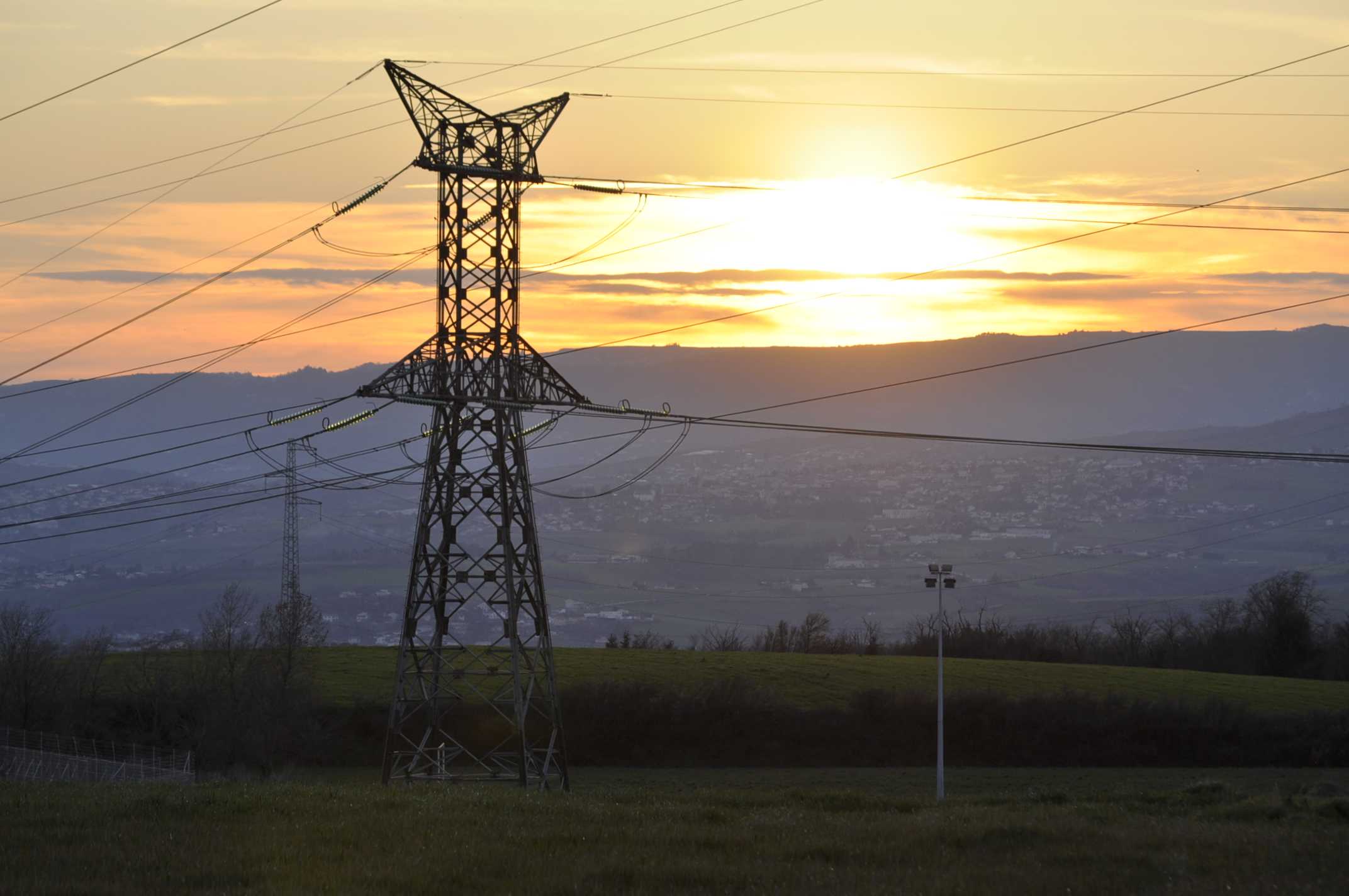
Pylône de type Beaubourg F44 400 kV 2 ternes.
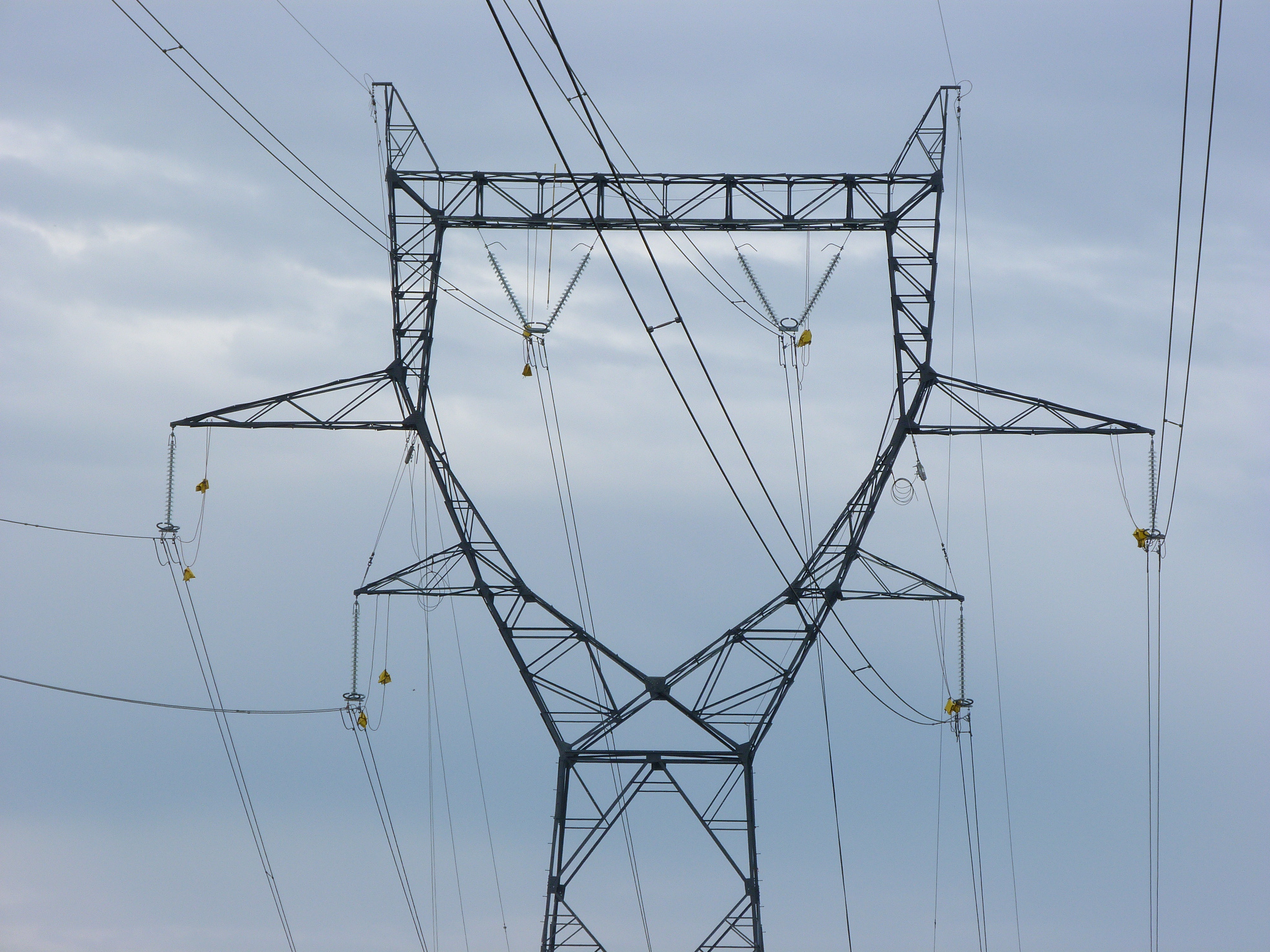
Pylône de type Chat 400 kV 2 ternes.
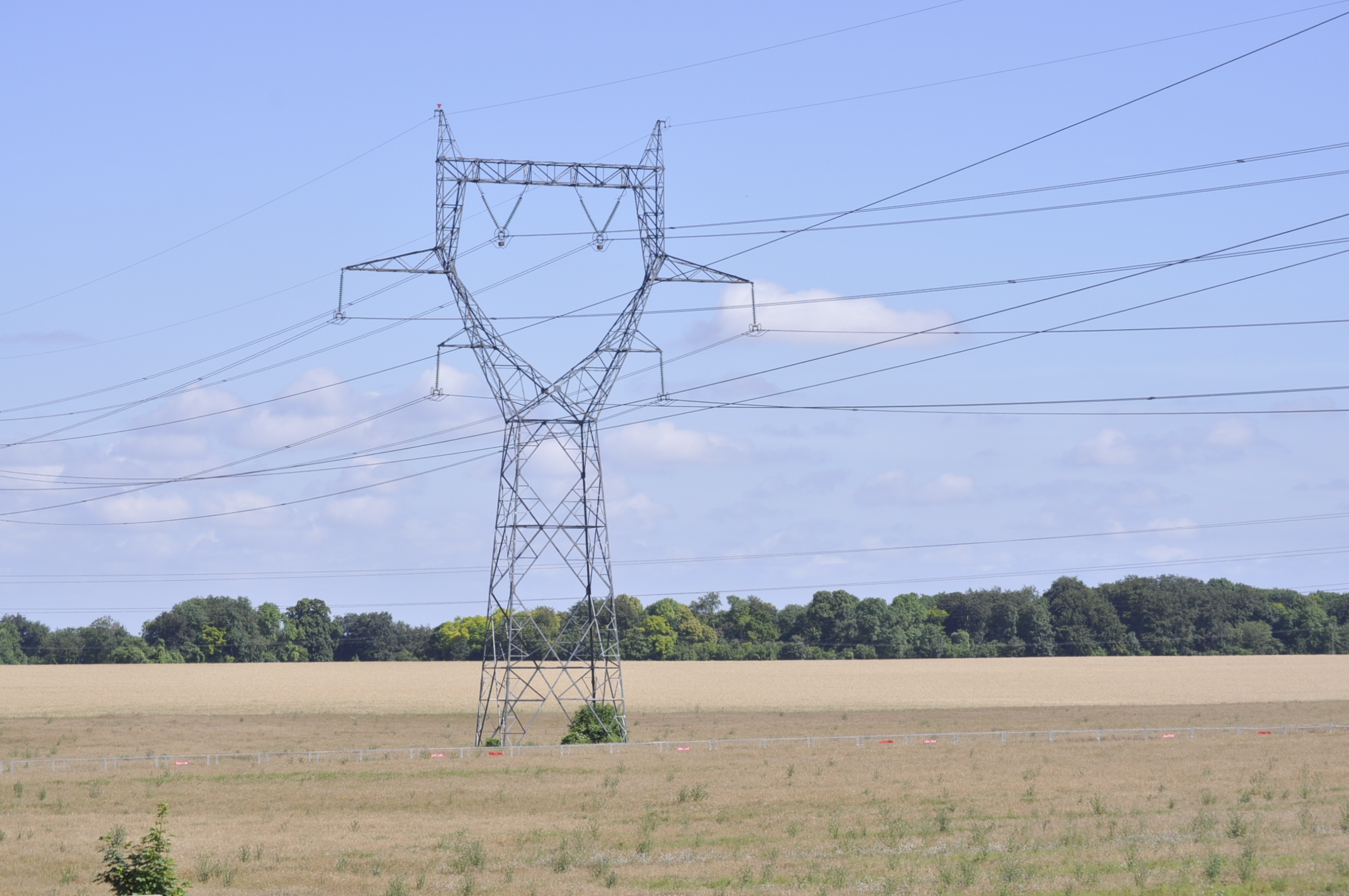
Pylône de type Chat 400 kV 2 ternes.
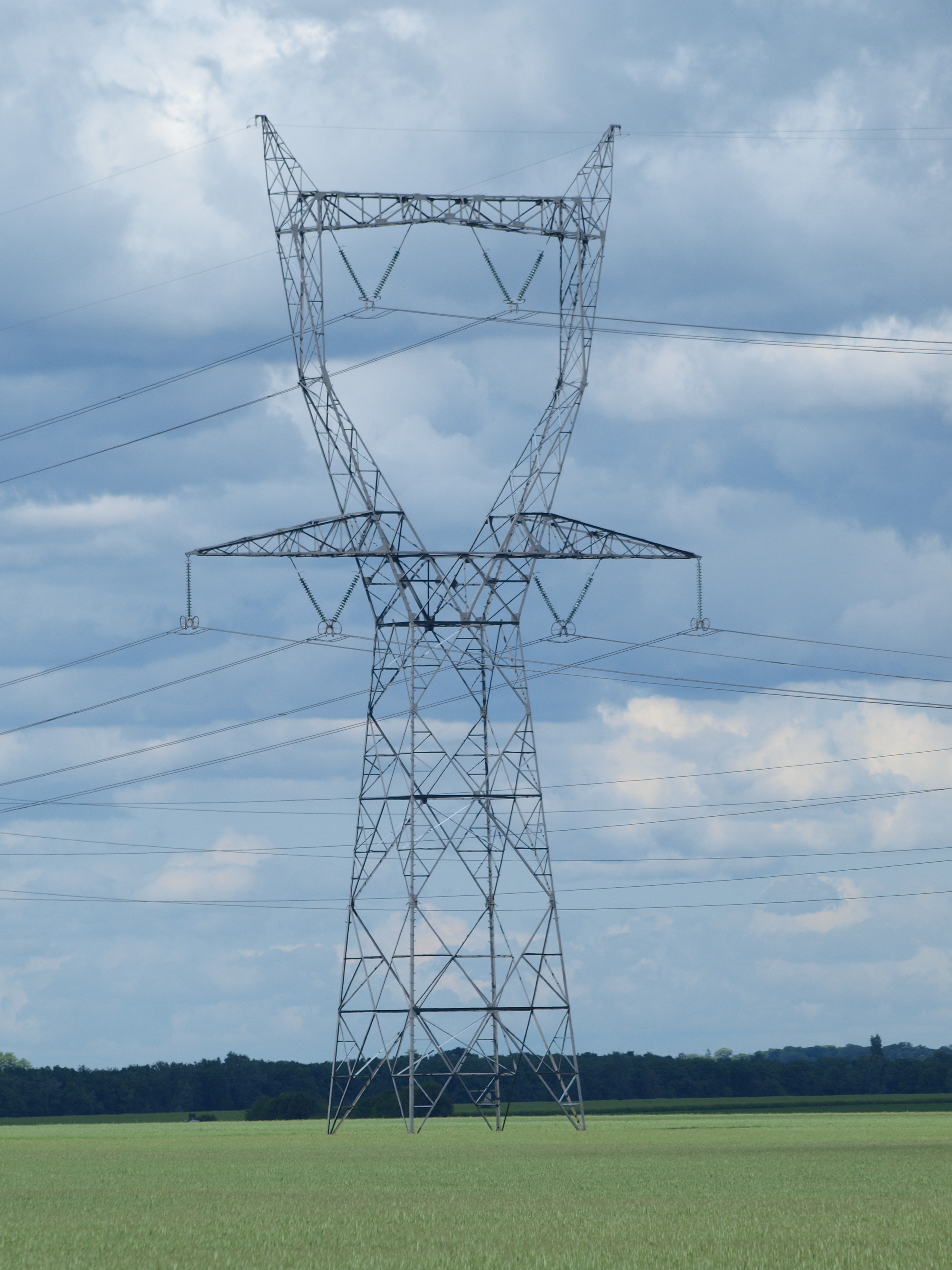
Pylône de type Chat 400 kV 2 ternes.
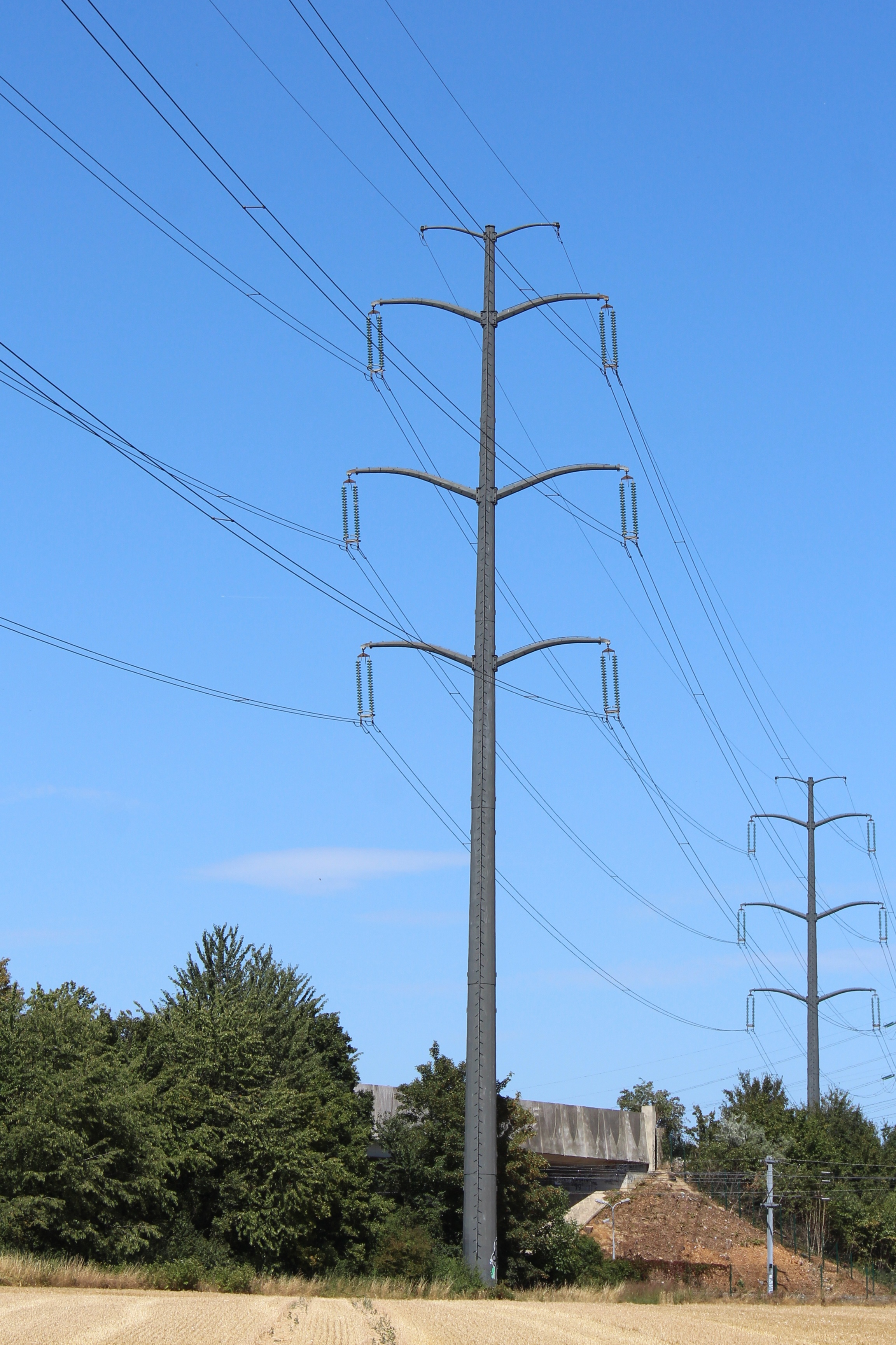
Pylône de type Muguet 400 kV 2 ternes.
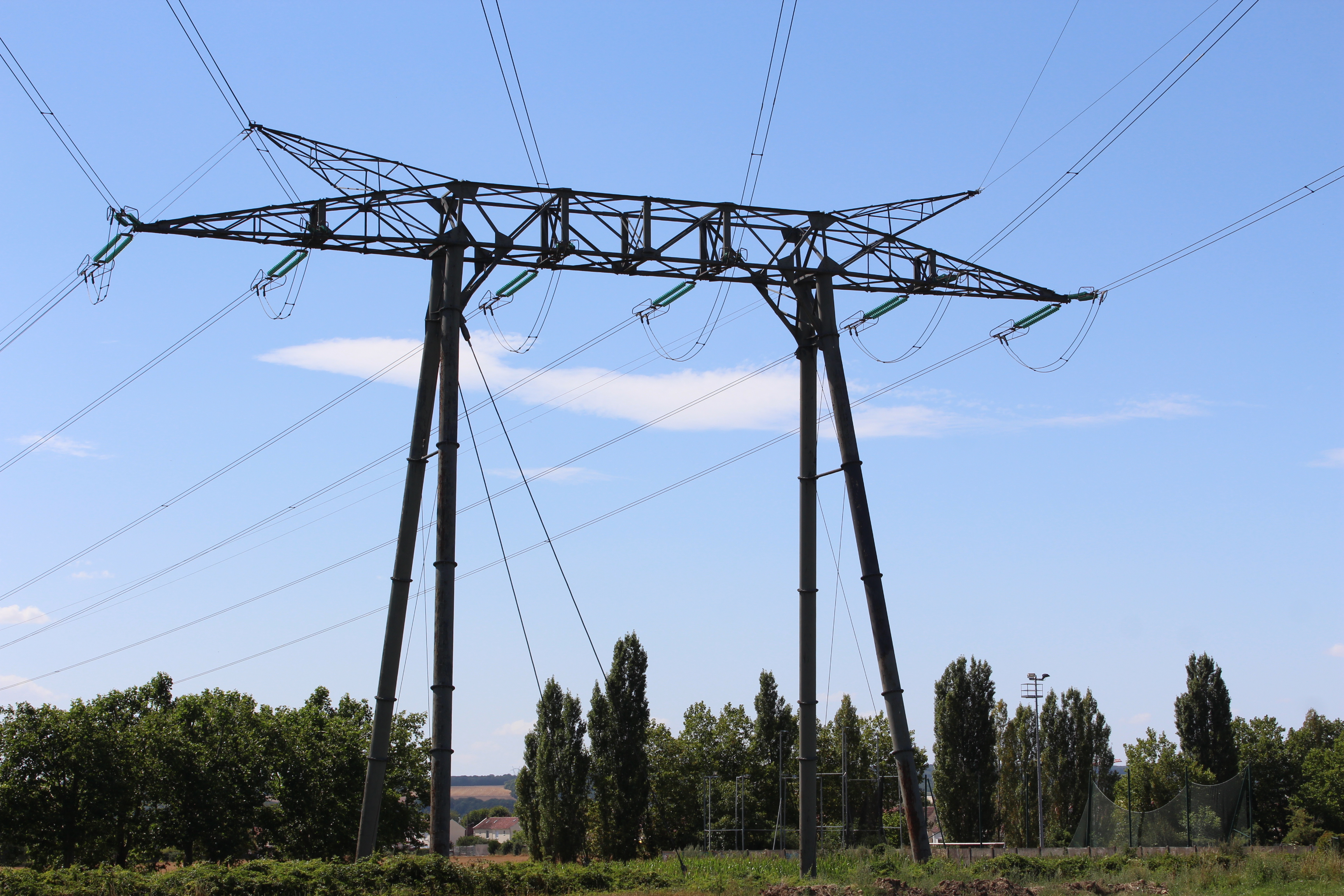
Pylônes de type Trianon 400 kV 2 ternes.
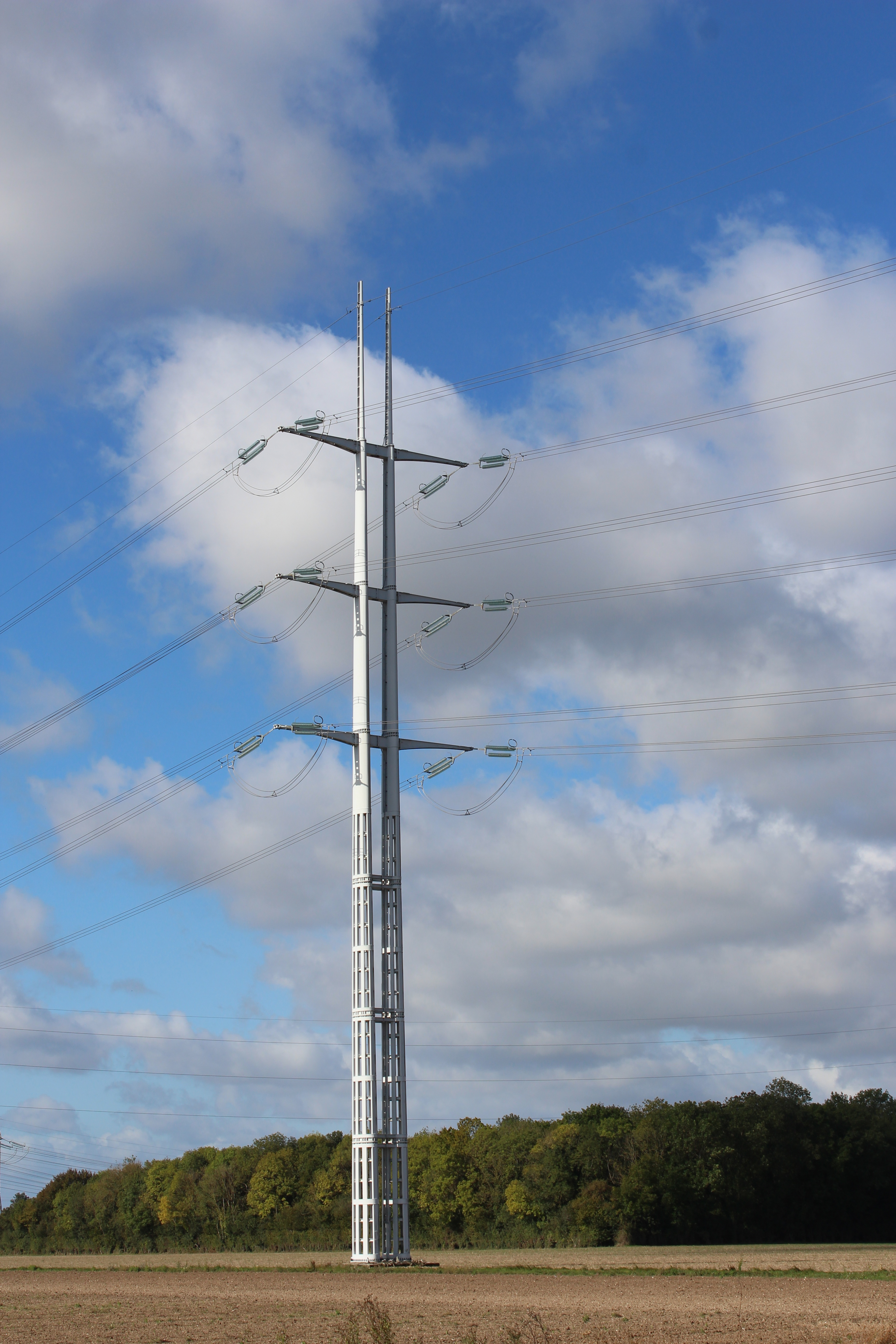
Pylône de type Roseau 400 kV 2 ternes - Architecte Marc Mimram.
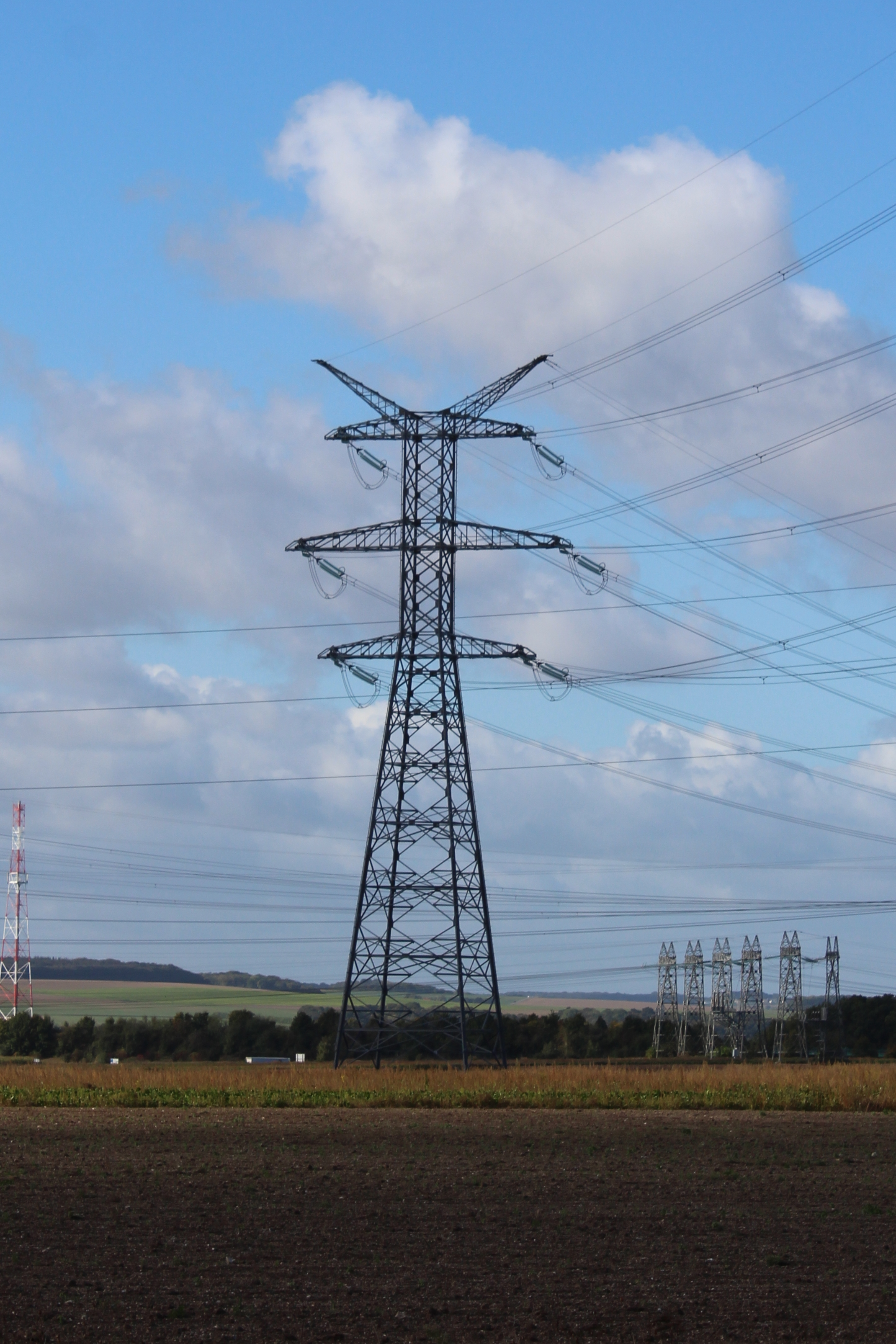
Pylône de type Drapeau 400 kV 2 ternes.
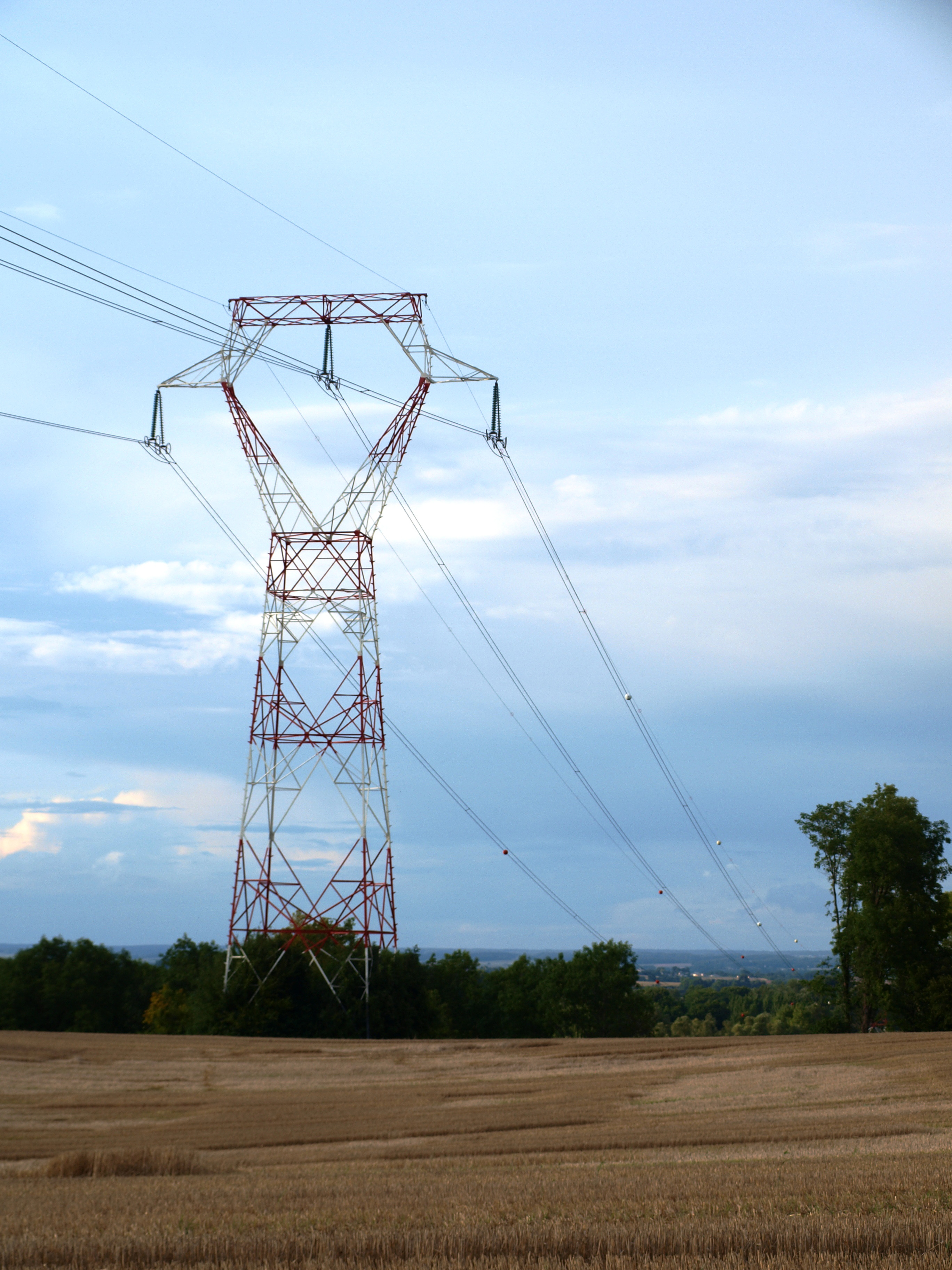
Pylône de type Chat 400 kV 1 terne.
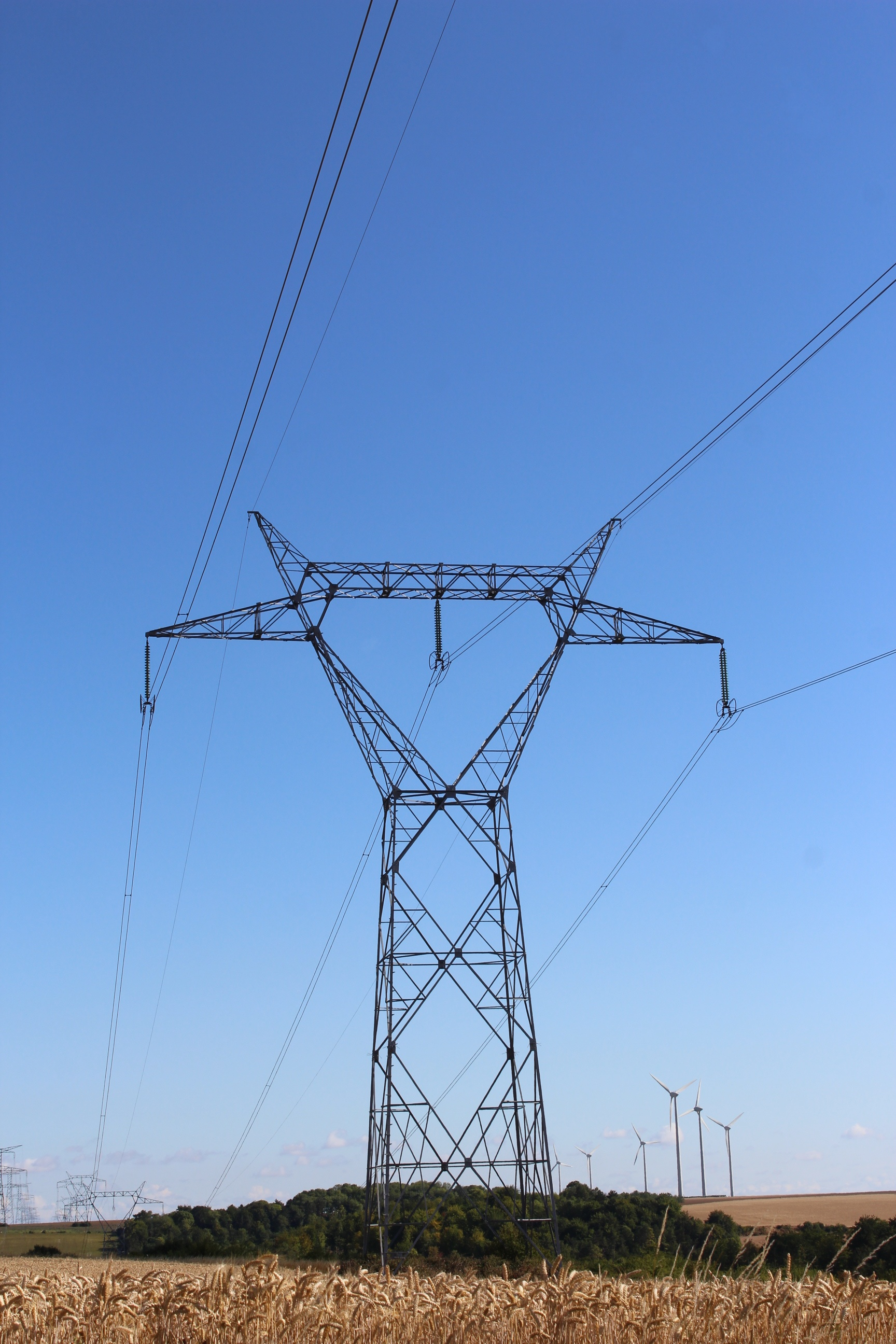
Pylône de type Chat 400 kV 1 terne. Ce type de pylône peut supporter 2 circuits (ternes) 225 kV ou bien un circuit 400 kV.
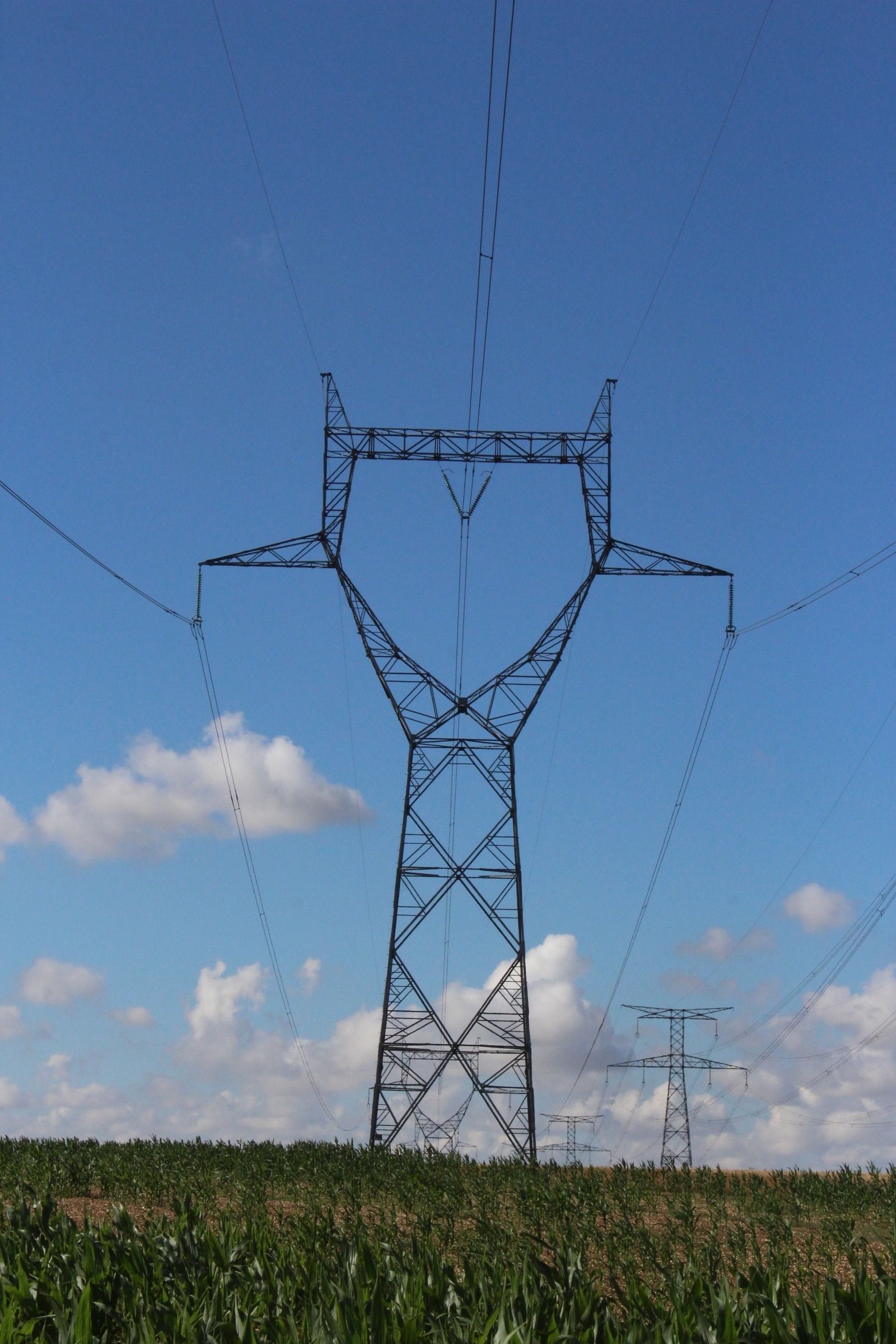
Pylône de type Chat 400 kV 1 terne.
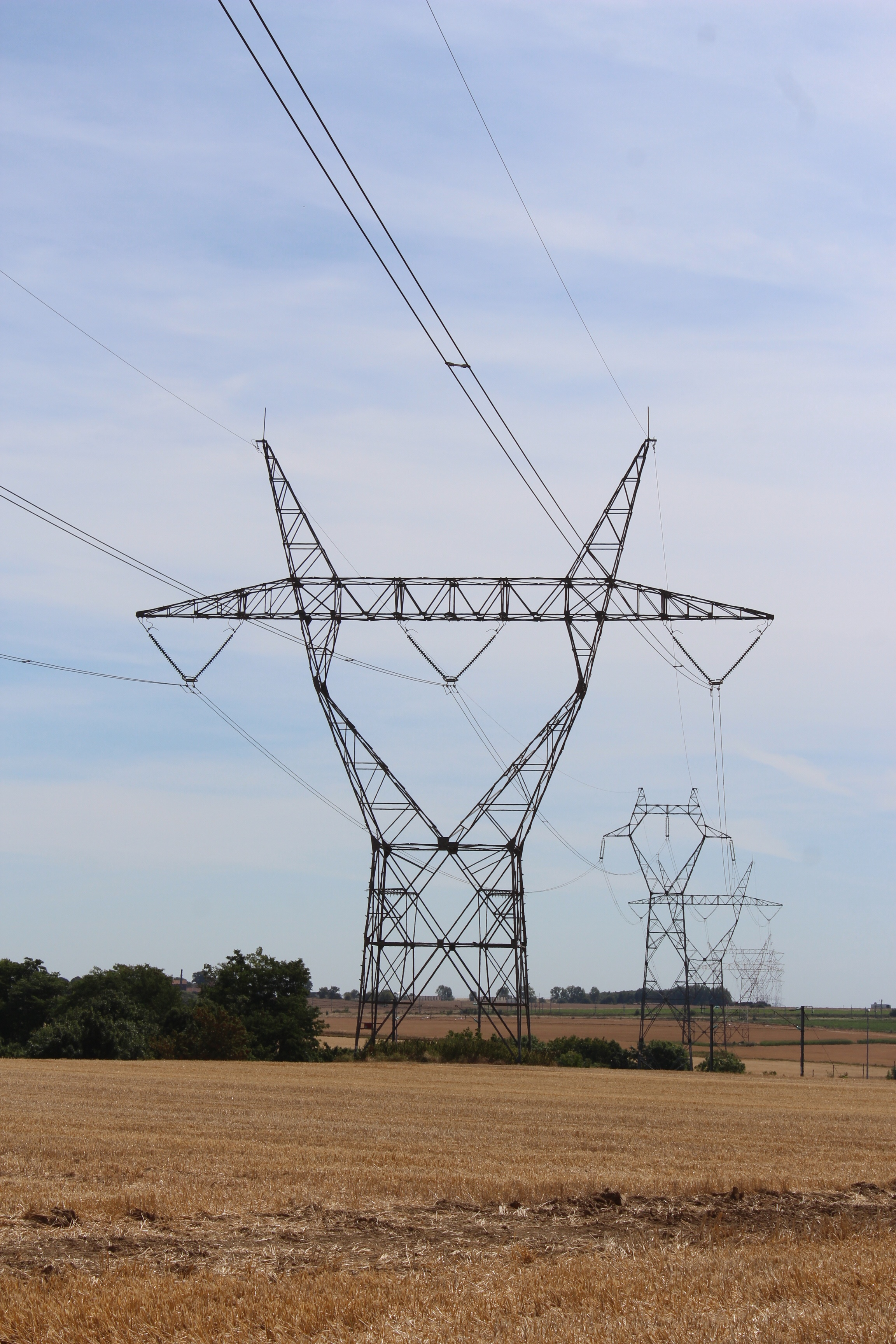
Pylône de type Nappe 400 kV 1 terne. Ce type de pylône peut supporter 2 circuits (ternes) 225 kV ou bien un circuit 400 kV.
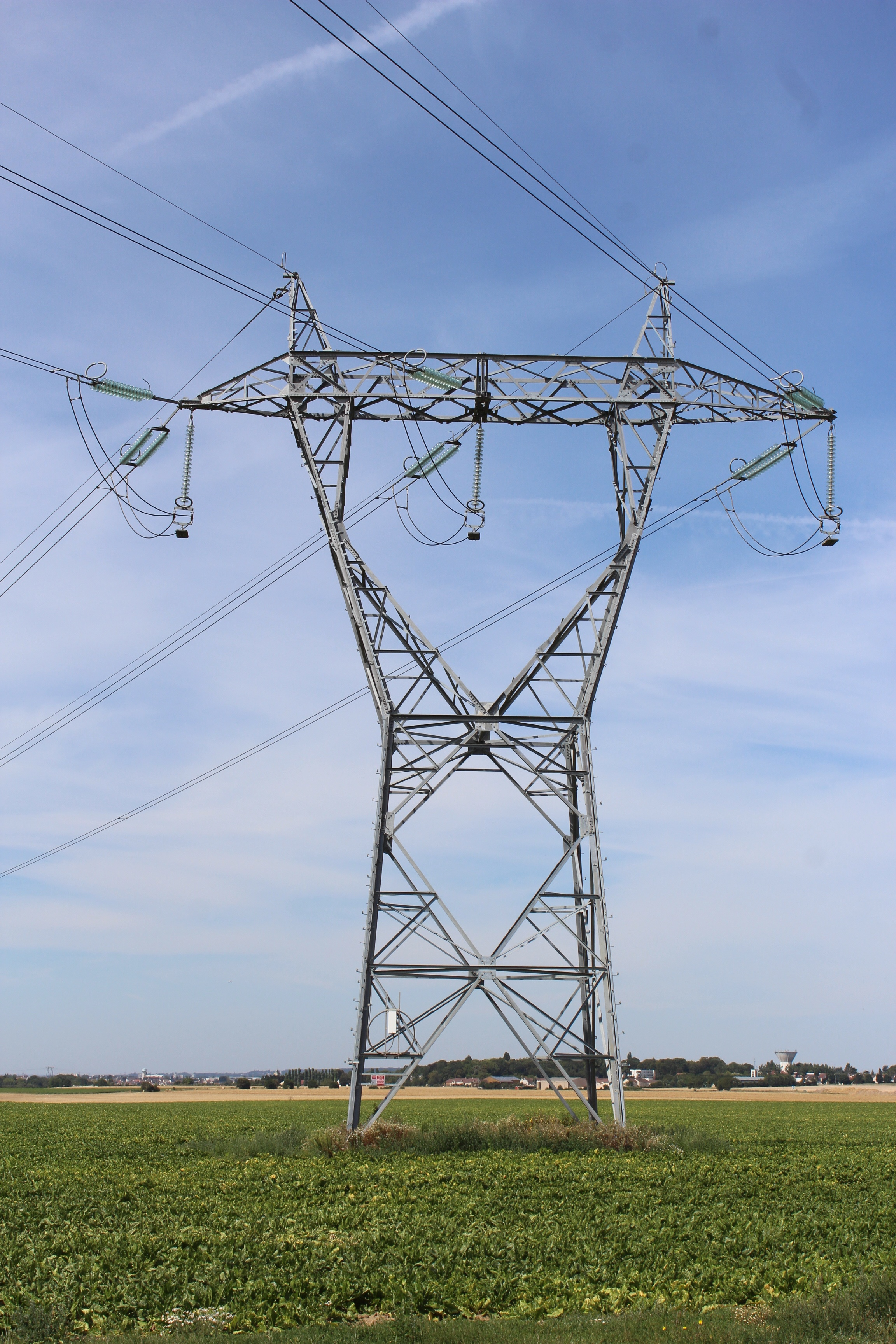
Pylône de type Nappe 400 kV 1 terne.
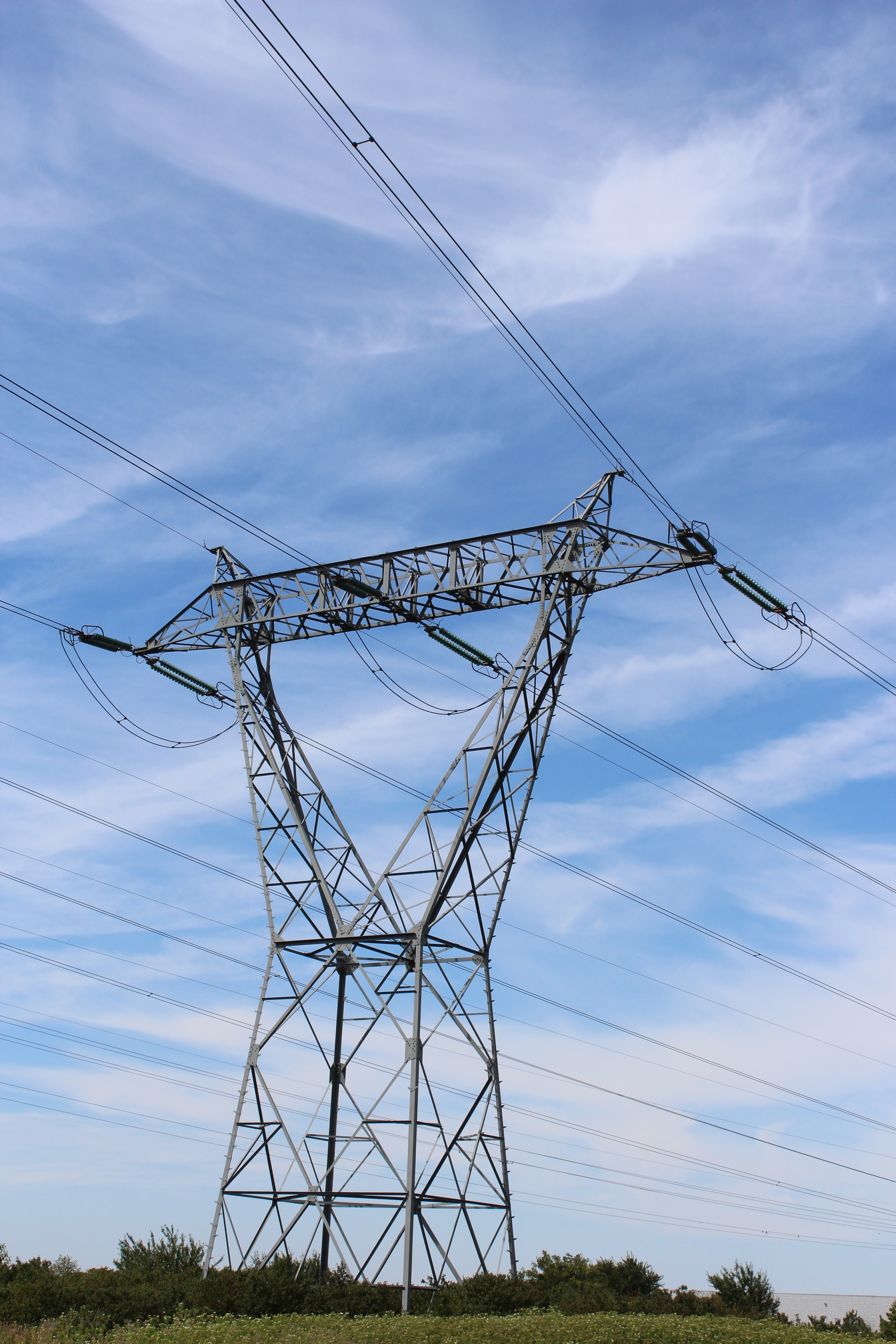
Pylône de type Nappe 400 kV 1 terne.
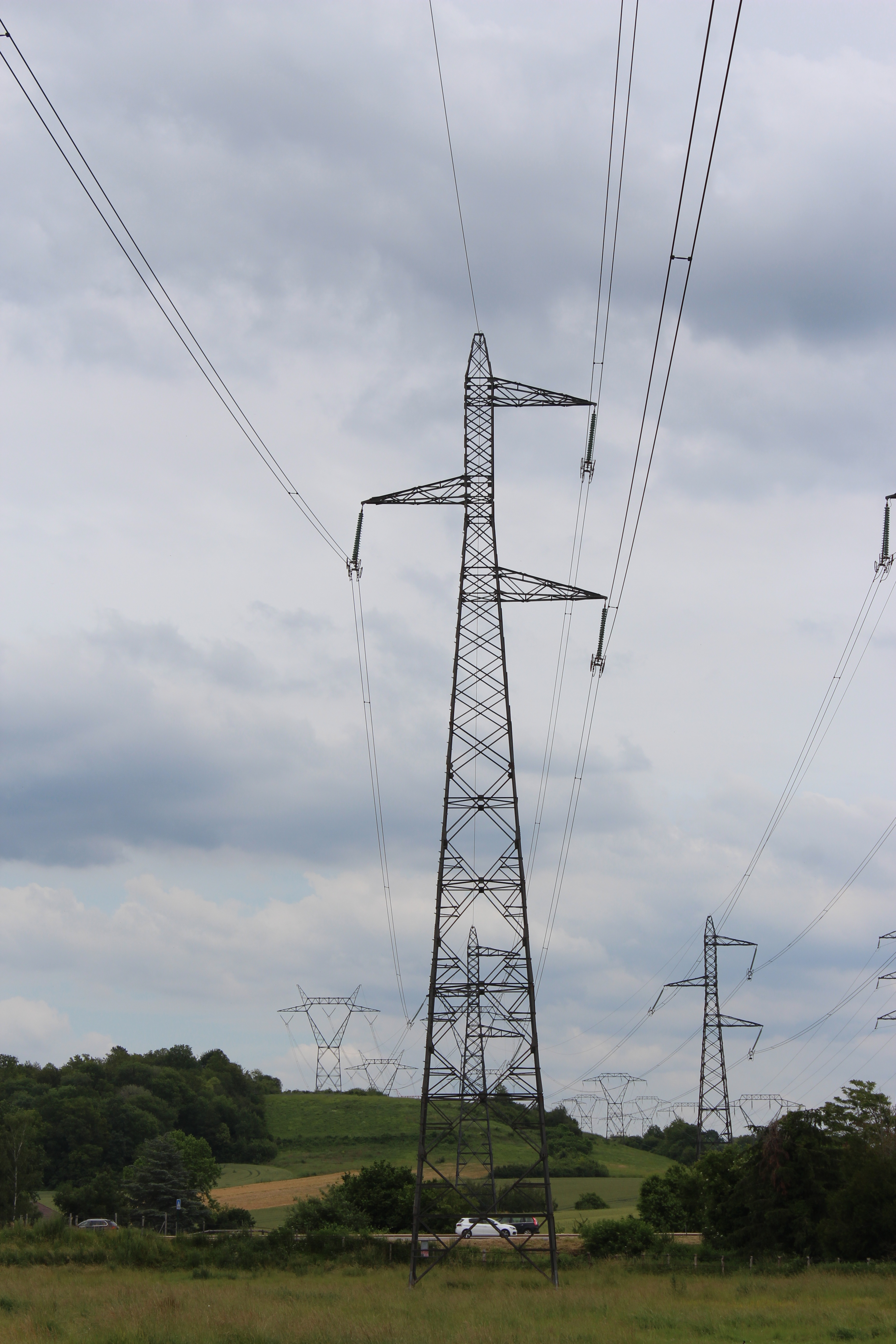
Pylône de type Triangle 400 kV 1 terne.
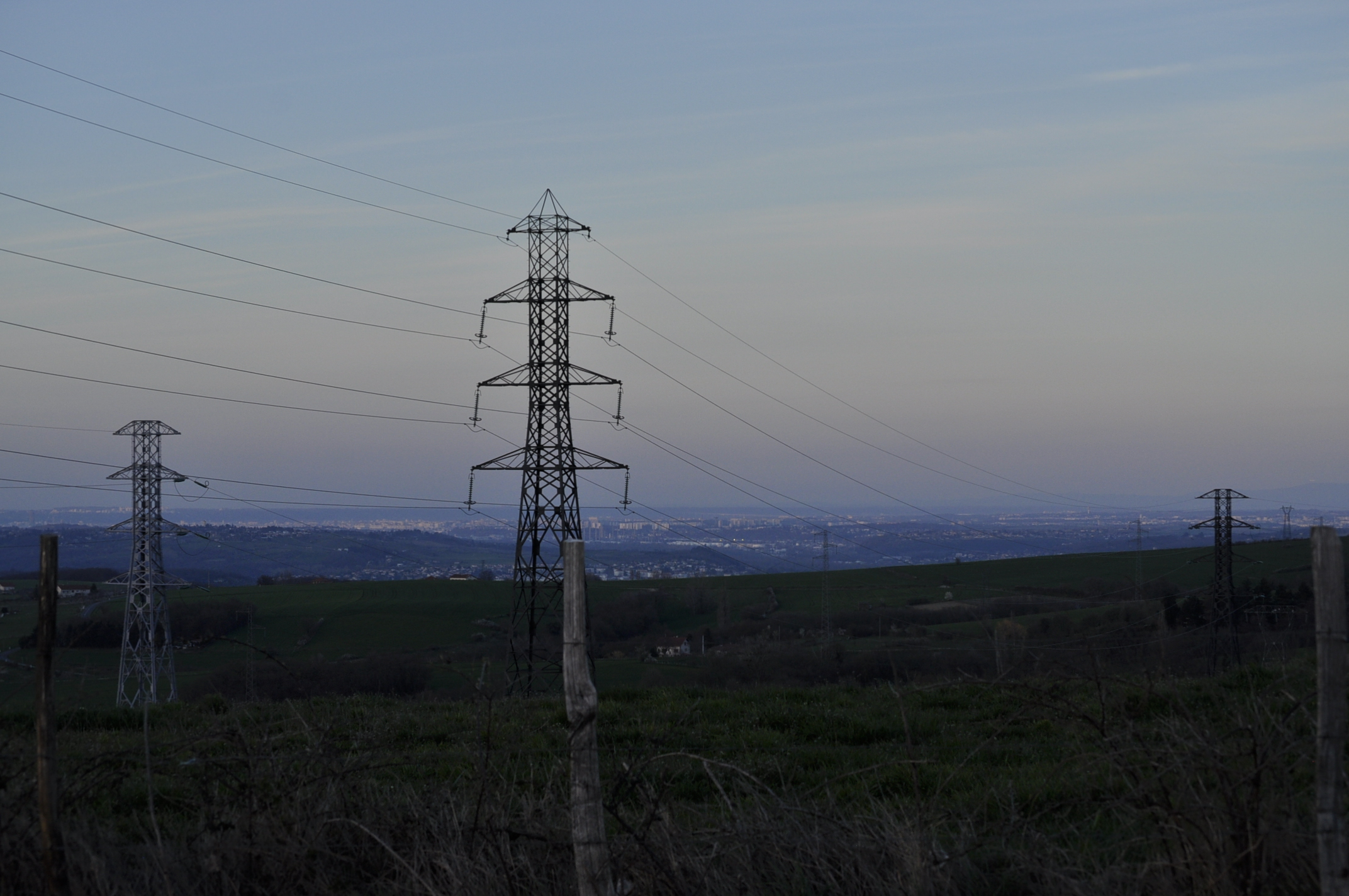
Pylône de type Drapeau 2 ternes.
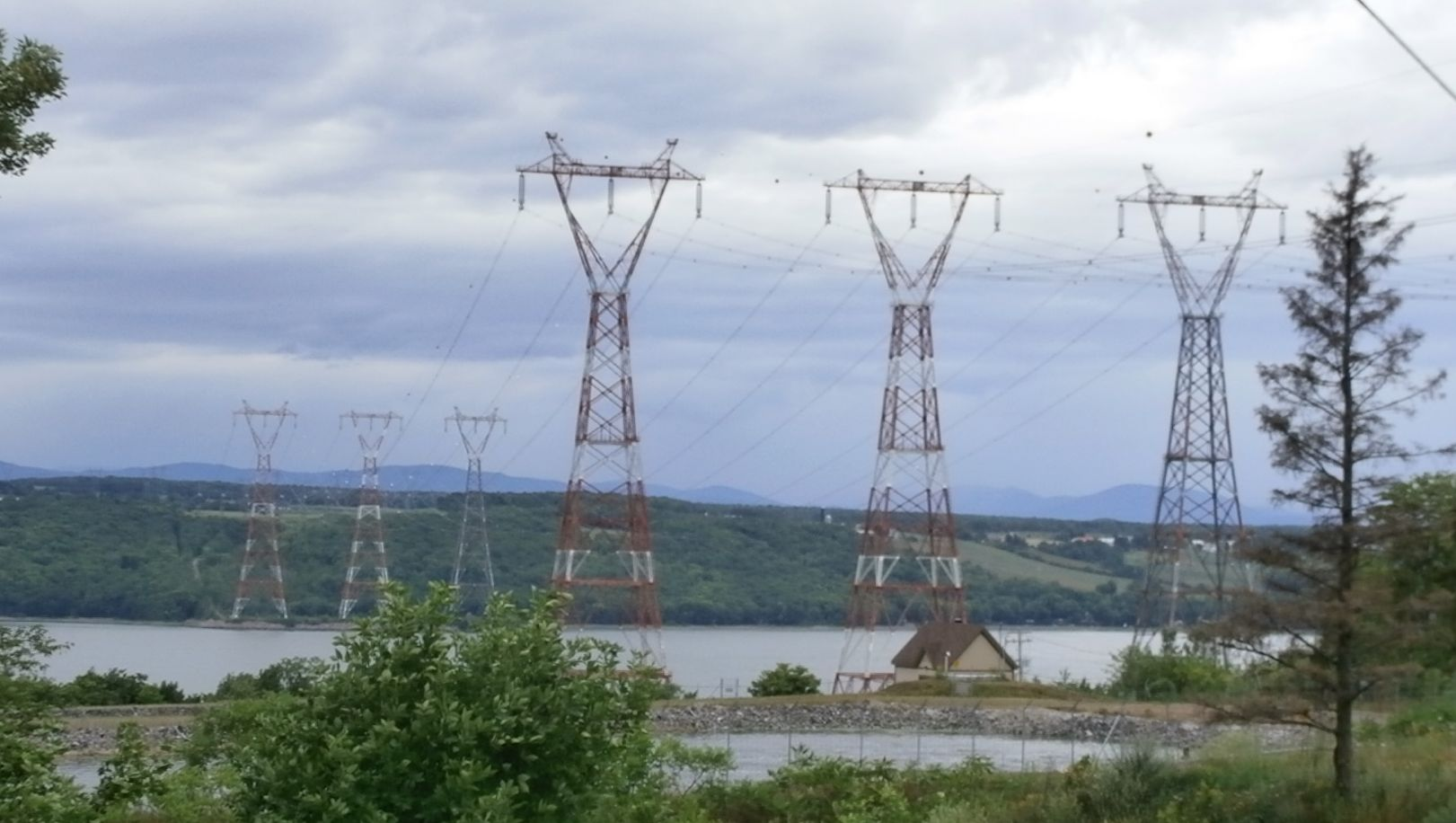
Trois des pylônes de 175 m de hauteur de 735 kV traversant le fleuve Saint-Laurent de Lévis à l'ile d'Orléans près de Québec.
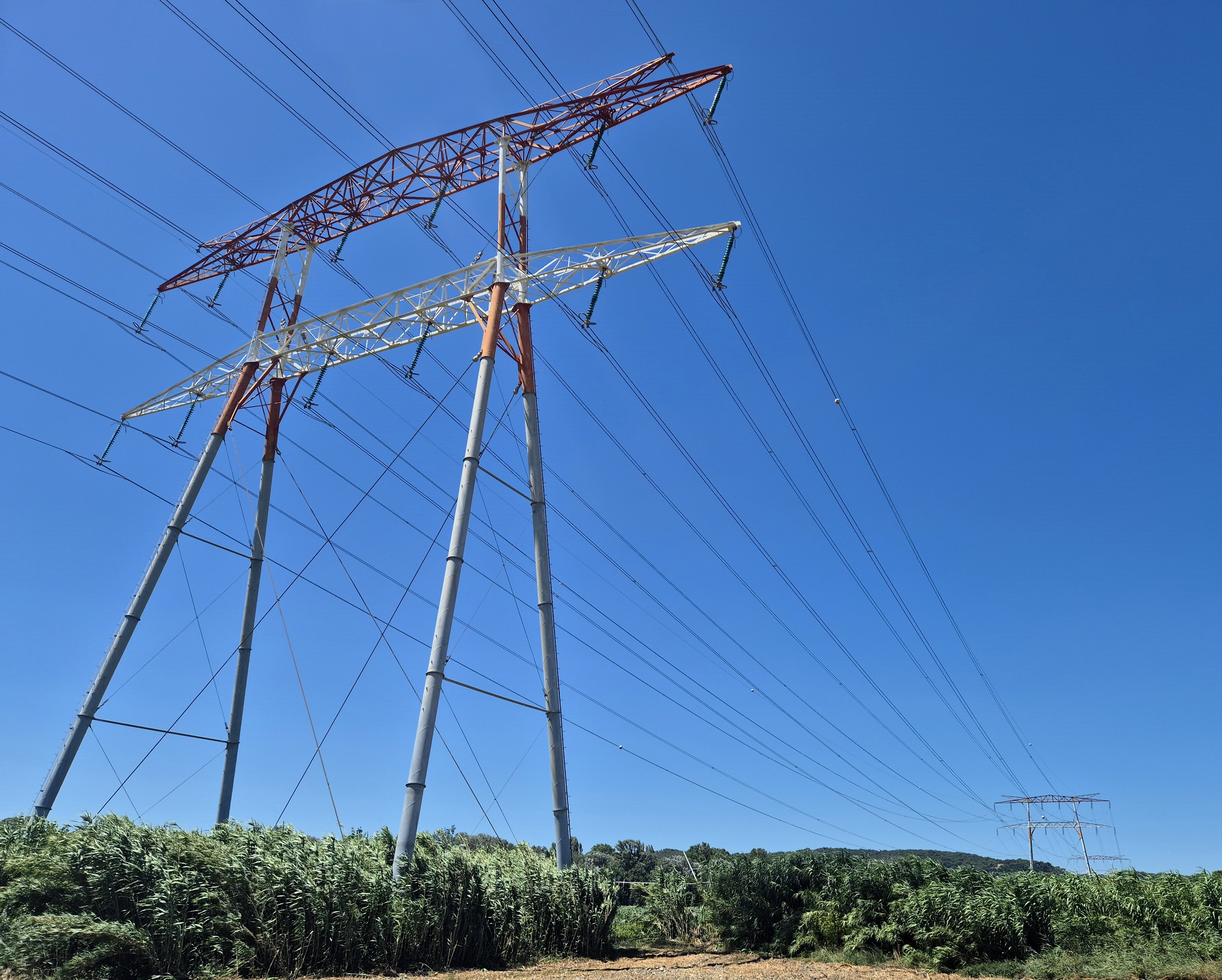
Pylônes de type Trianon 400 kV 4 ternes.